# Regionaler Naturpark Marais Poitevin

Logo des Naturparks

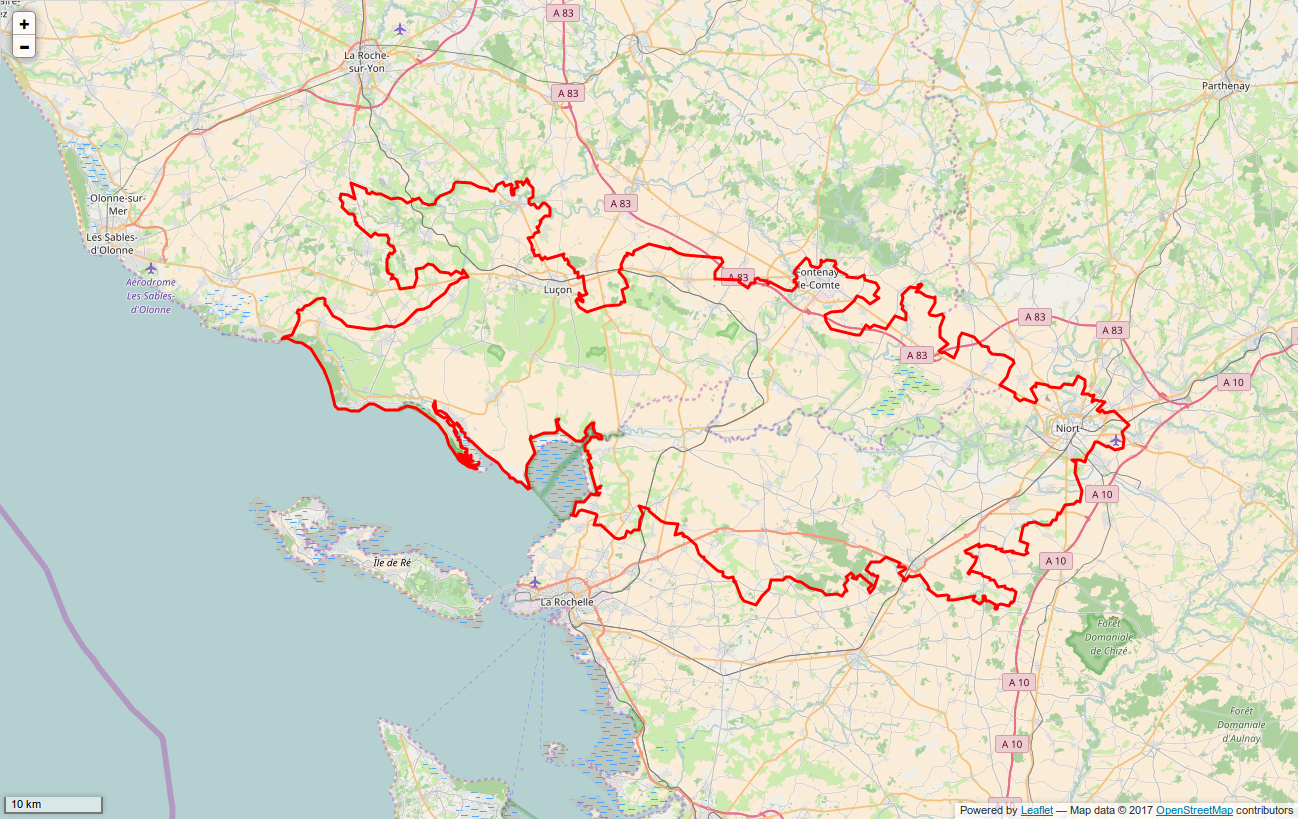
Lage des Parks

Der Regionale Naturpark Marais Poitevin liegt in den französischen Regionen Pays de la Loire und Nouvelle-Aquitaine. Er erstreckt sich über die Départements Vendée, Charente-Maritime sowie Deux-Sèvres und hat eine West-Ost-Ausdehnung von gut 80 Kilometern.
Der Park befindet sich etwa zwischen den Städten
- La Roche-sur-Yon im Nordwesten,
- Niort im Osten und
- La Rochelle im Südwesten.

Im Westen des Naturparks schließt an der Atlantikküste unmittelbar der Meeresnaturpark Estuaire de la Gironde et Mer des Pertuis an.

## Parkverwaltung

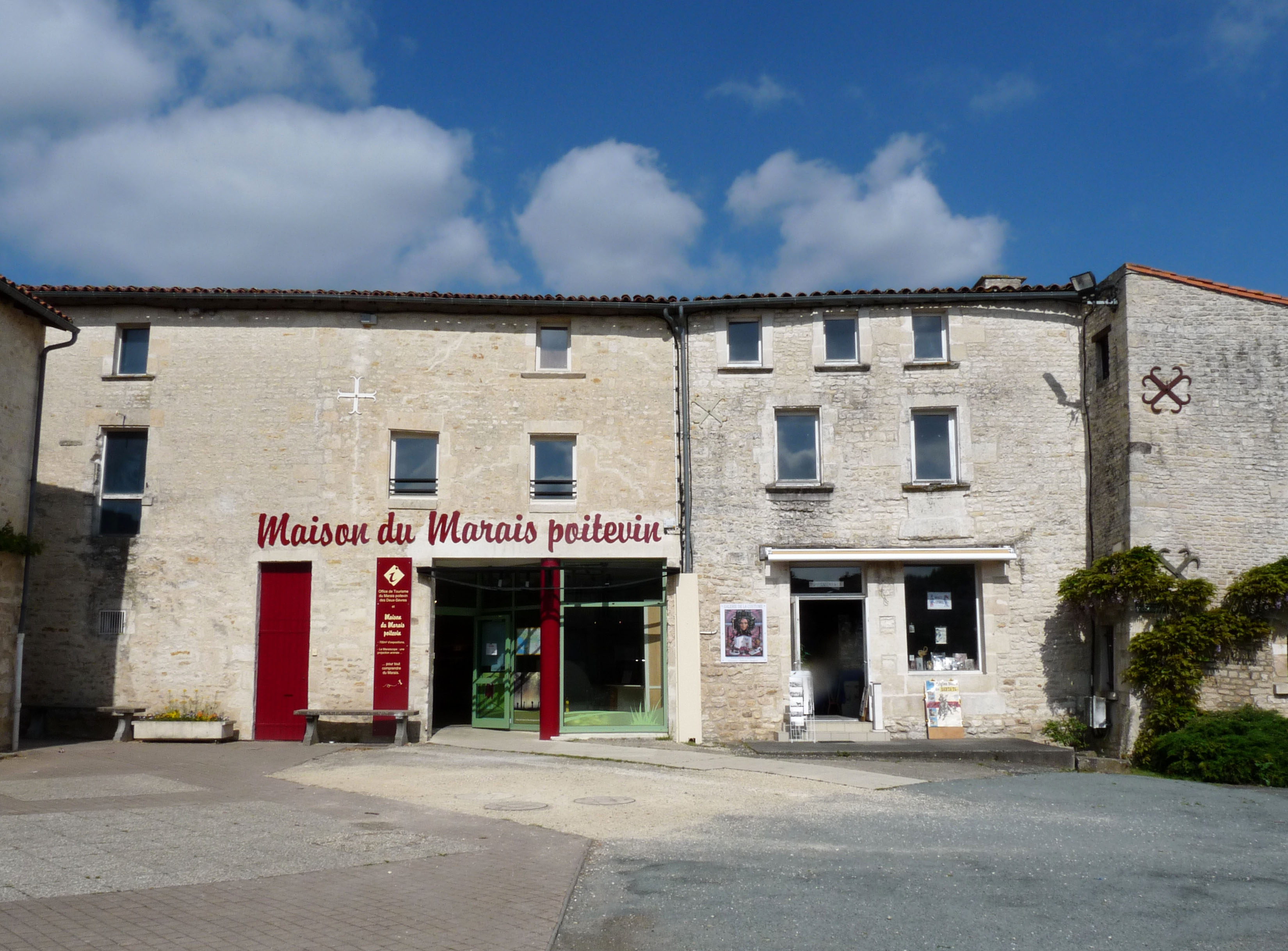
Parkverwaltung in Coulon

Die Gründung des Naturparks erfolgte am 20. Mai 2014. Der Park umfasst aktuell eine Fläche von rund 204.000 Hektar. Die Parkverwaltung mit dem „Maison du Parc“ hat ihren Sitz im Ort Coulon (46° 19′ 15″ N, 0° 35′ 14″ W). 92 Gemeinden mit einem Einzugsgebiet von etwa 280.000 Bewohnern bilden den Park, beziehungsweise sind mit diesem assoziiert.

## Größere Orte im Park
- Département Vendée
  - Fontenay-le-Comte
  - Luçon
- Département Charente-Maritime
  - Marans
  - Marsilly (assoziiert)
  - La Rochelle (assoziiert)
  - Saint-Jean-de-Liversay
- Département Deux-Sèvres
  - Mauzé-sur-le-Mignon
  - Niort

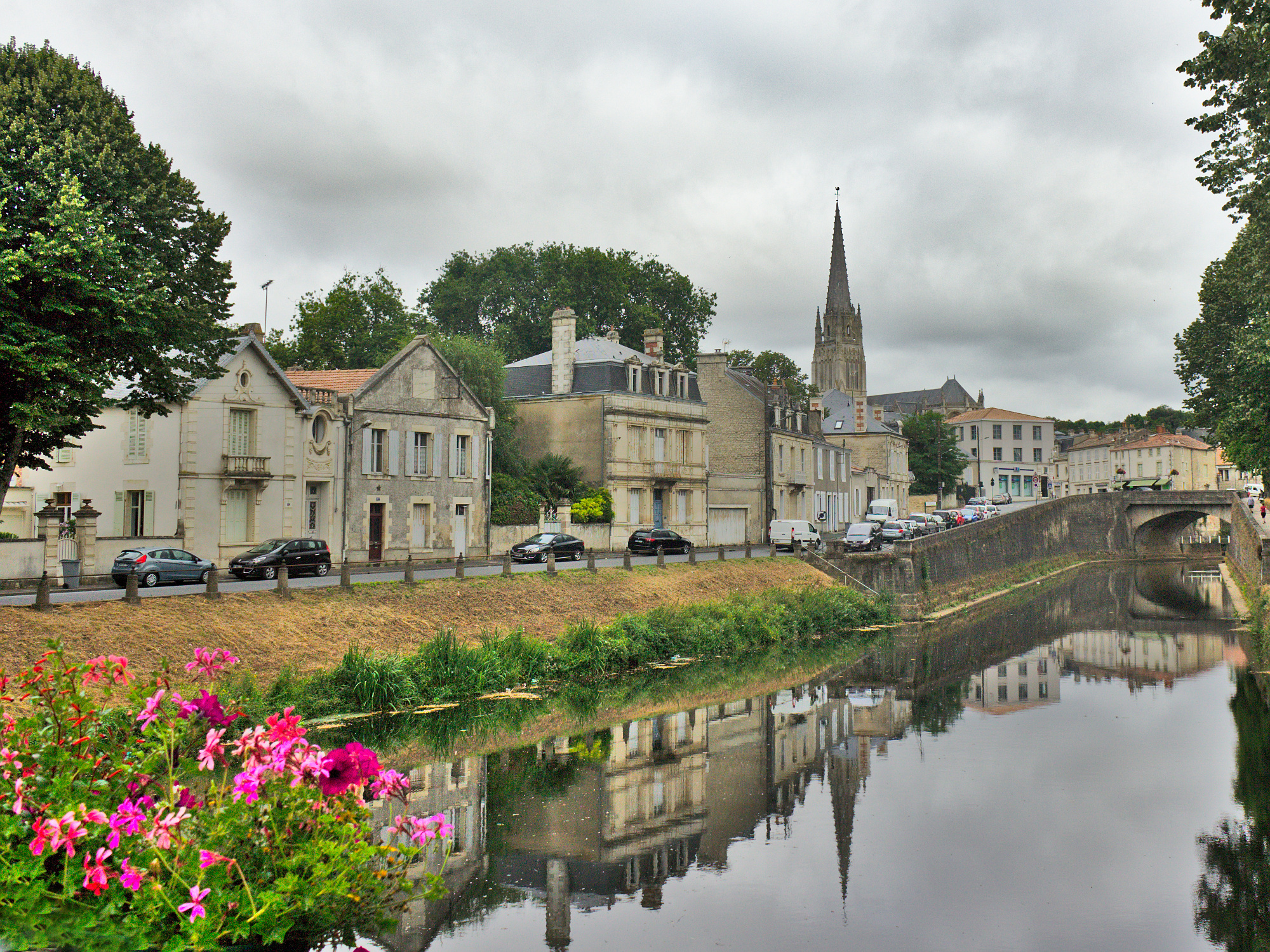
Fontenay-le-Comte
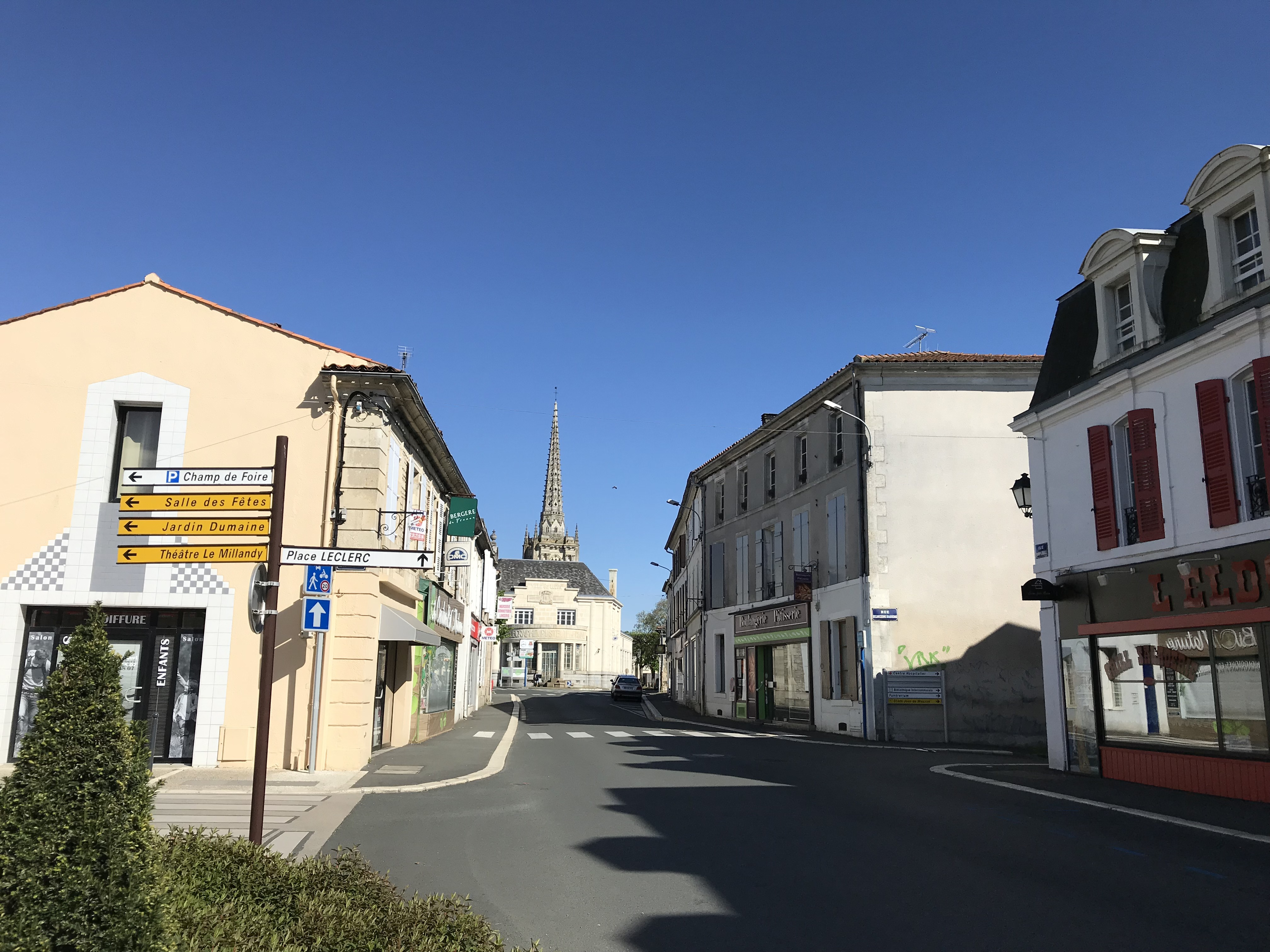
Luçon
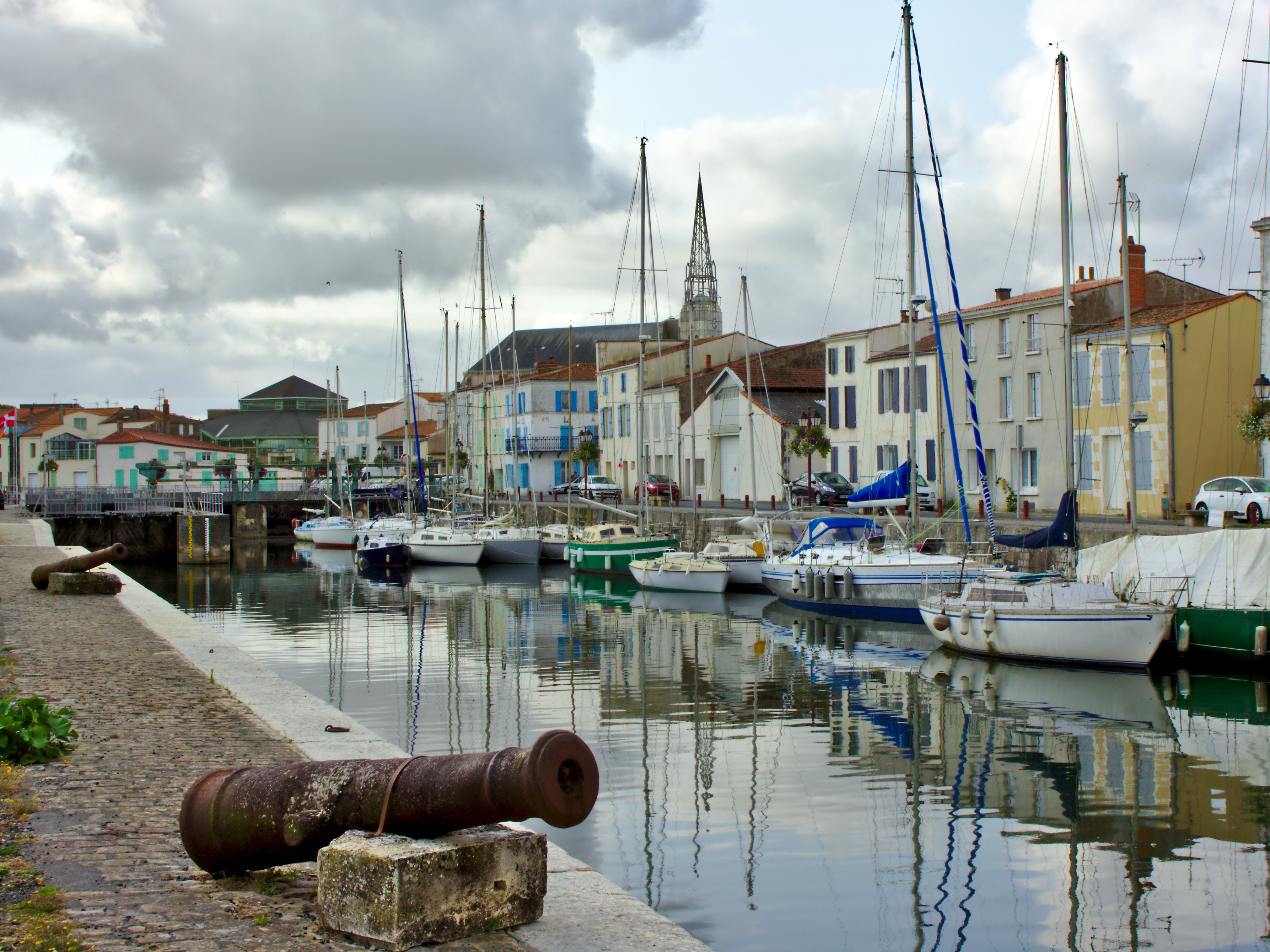
Der Hafen von Marans
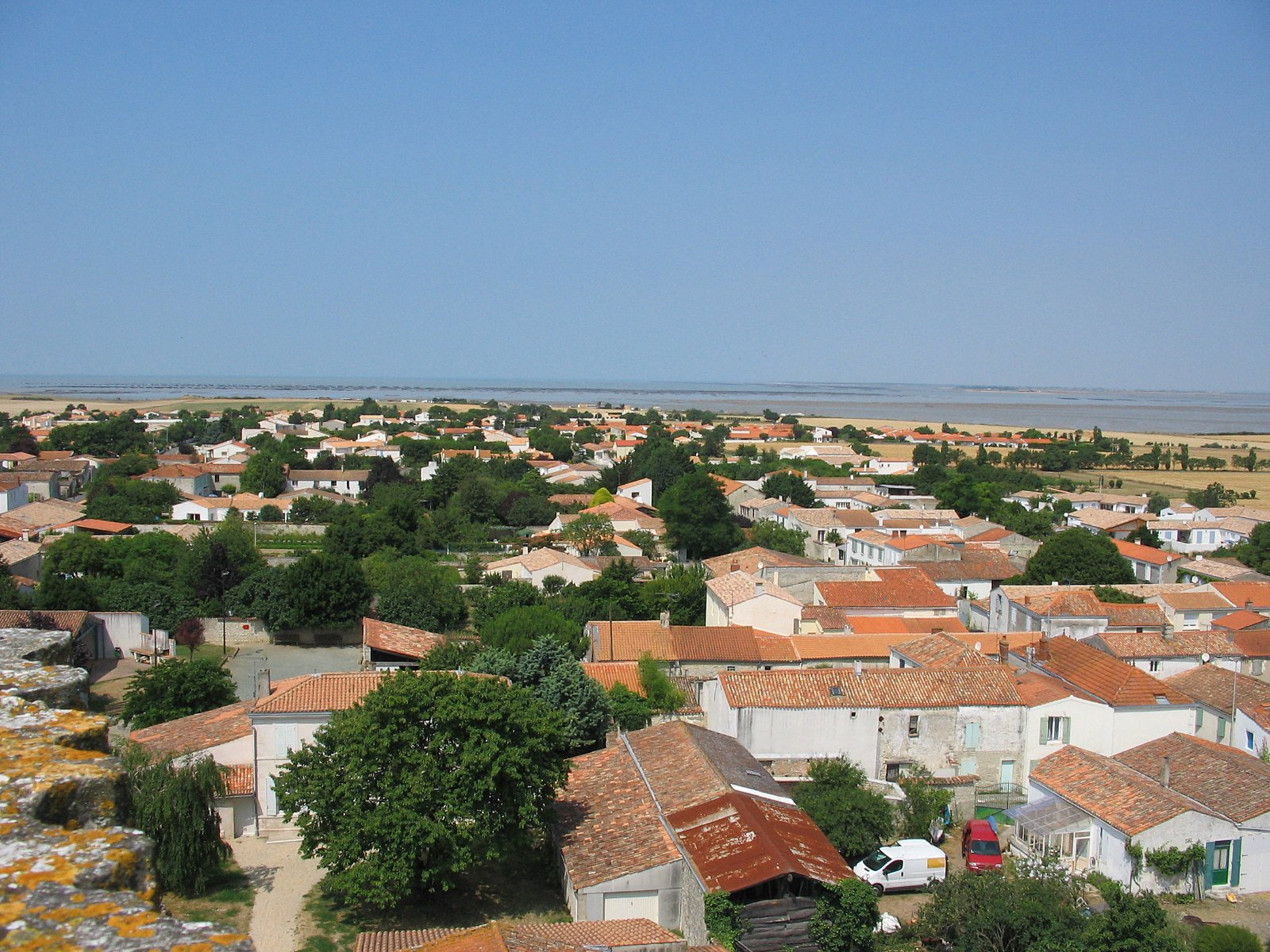
Marsilly
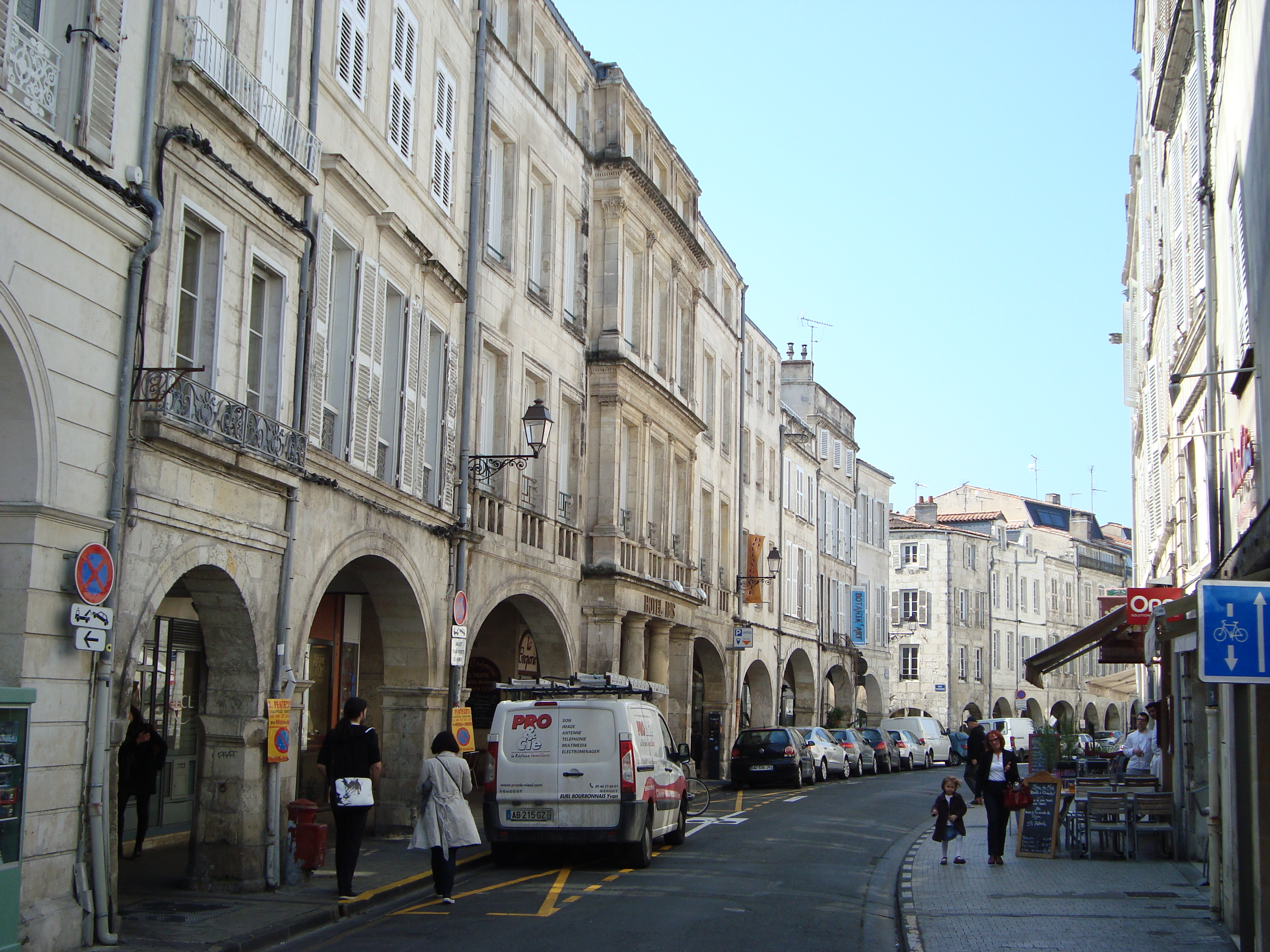
La Rochelle
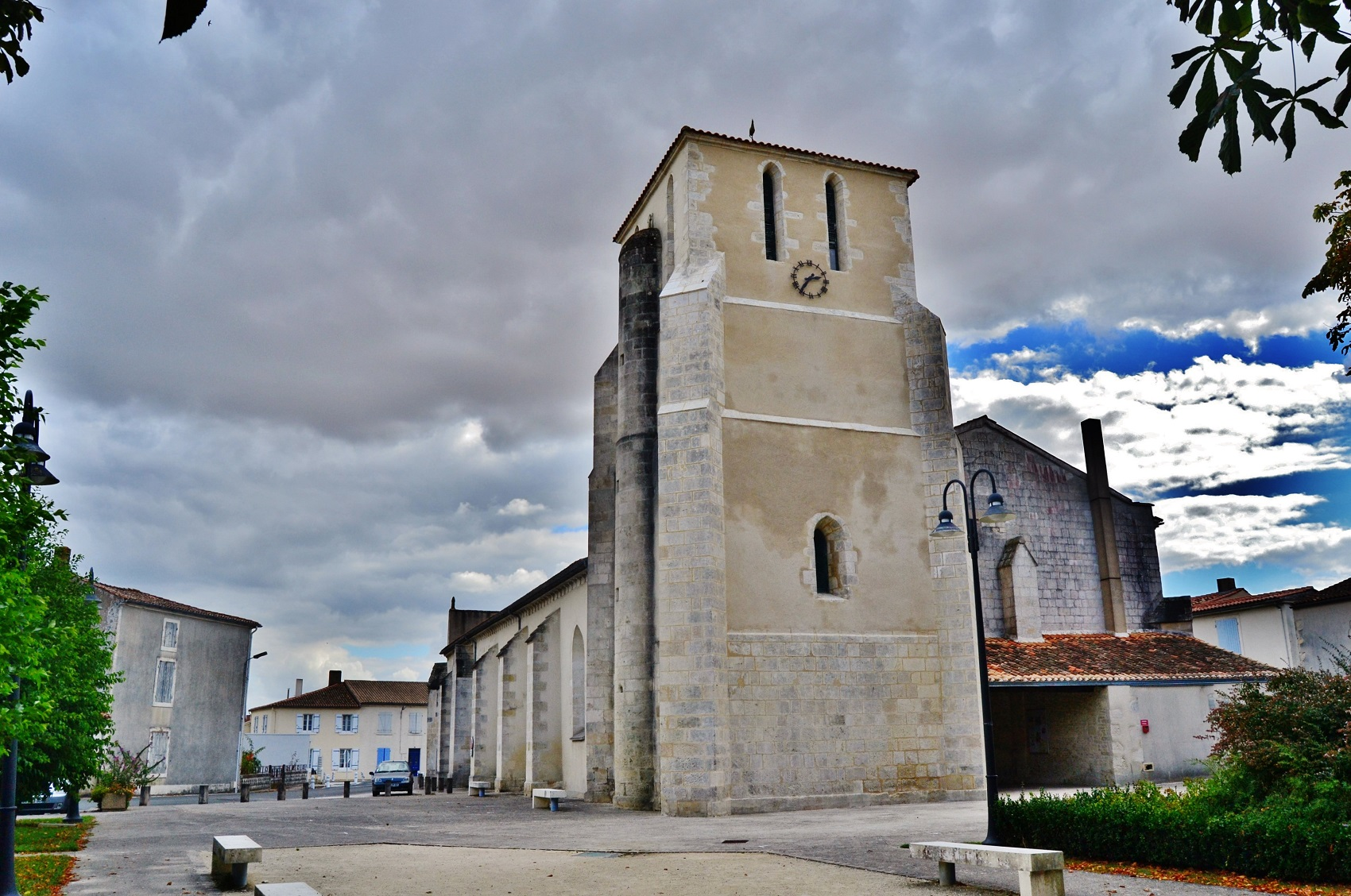
Saint-Jean-de-Liversay
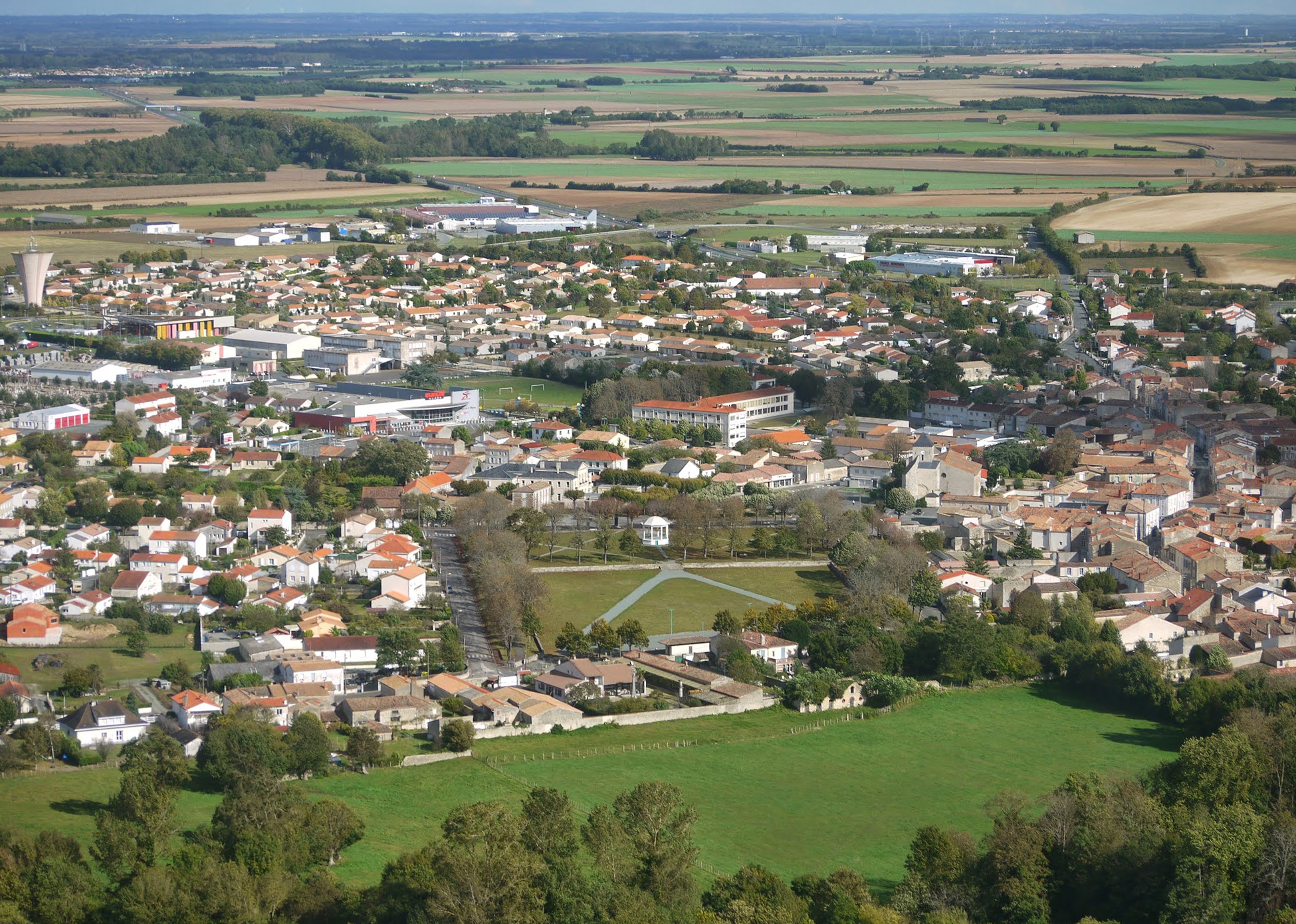
Mauzé-sur-le-Mignon
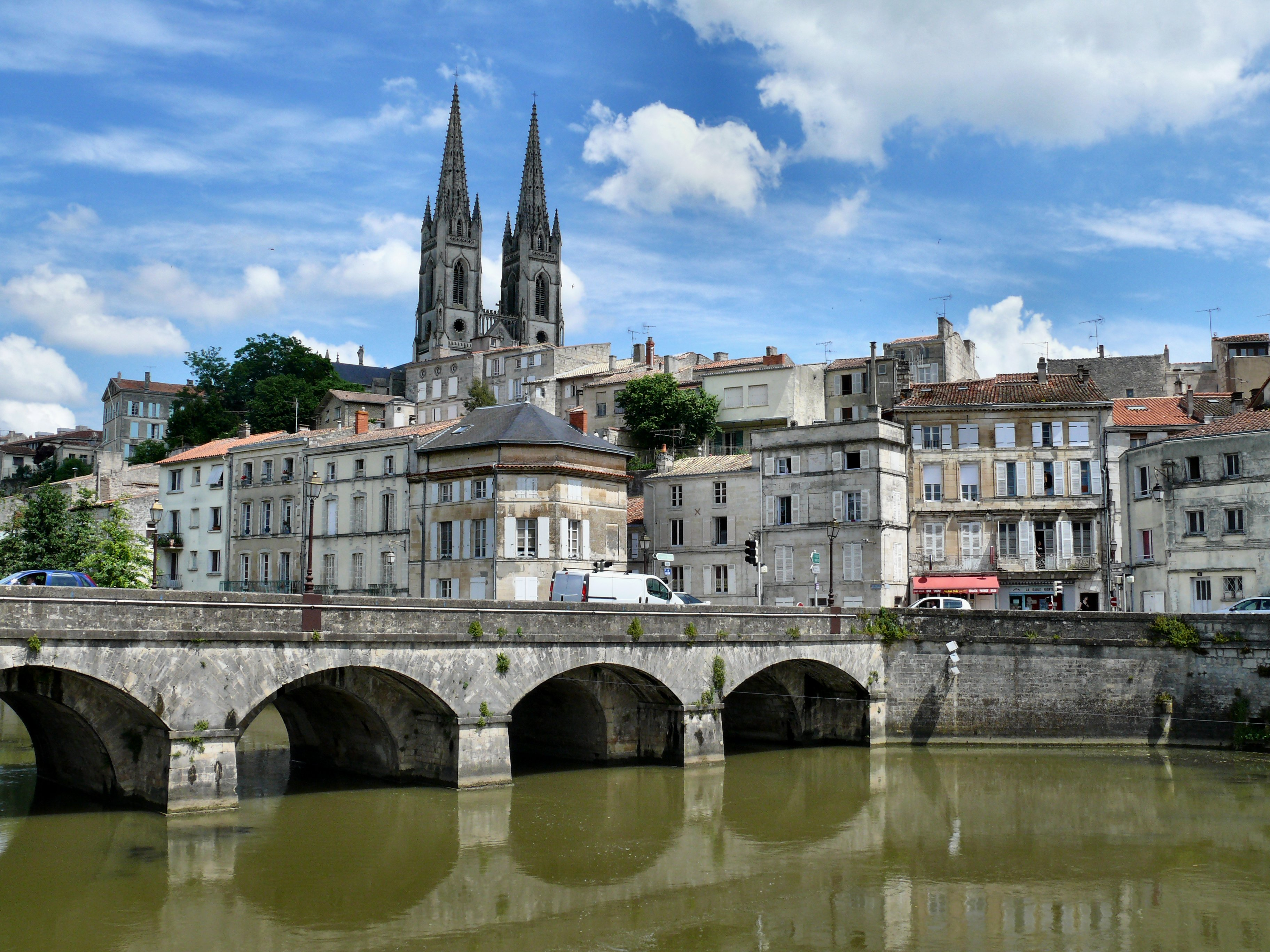
Niort

## Landschaft

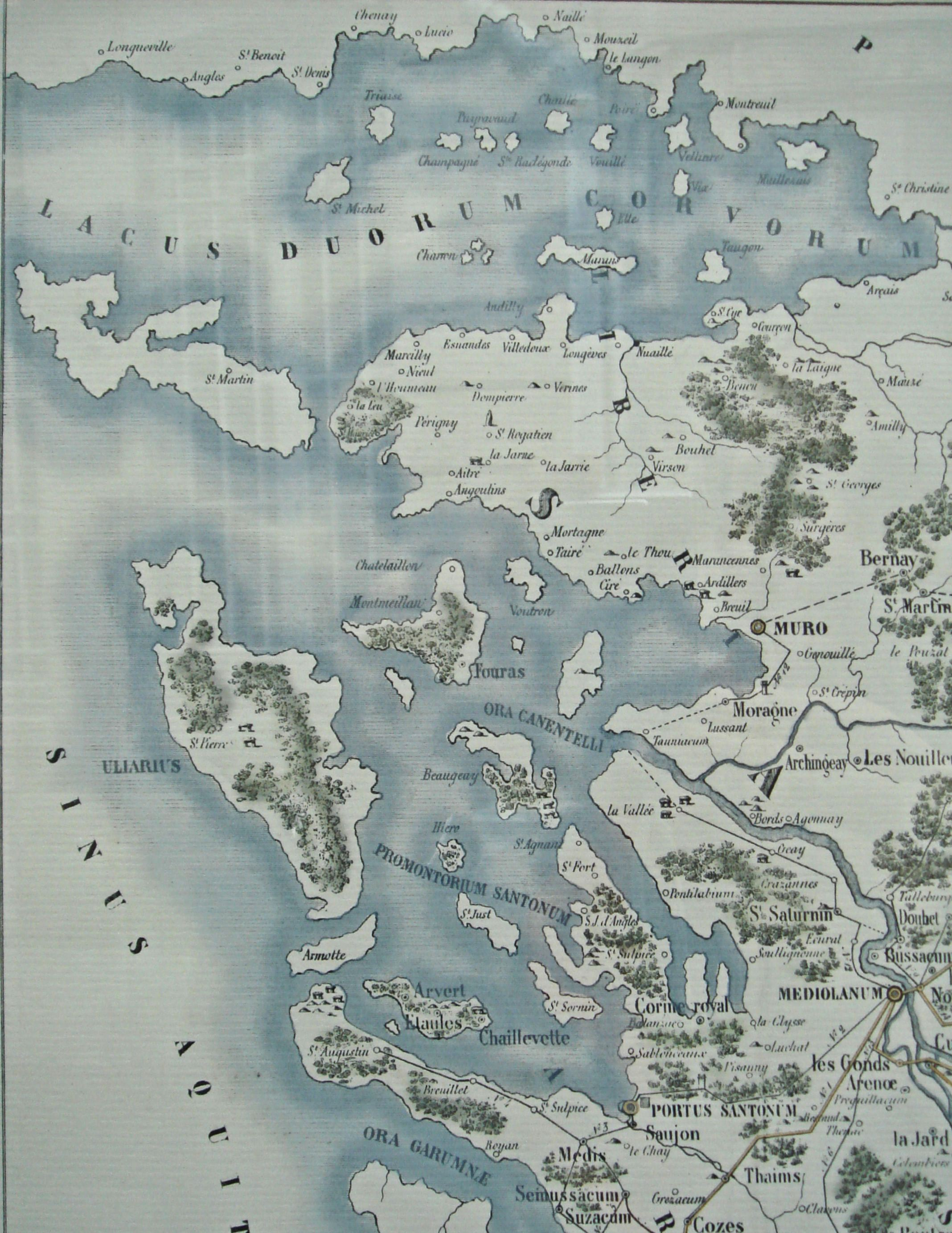
Lage des Marais Poitevin auf einer rekonstruierten Karte aus der Römer-zeit (Lacus Duorum Corvorum – oben)

Die Landschaft des Marais Poitevin ist ein Feuchtgebiet im Einzugsgebiet des Flusses Sèvre Niortaise, der Richtung Westen entwässert und in der Bucht von Aiguillon und in den Atlantik mündet. Am Ende der Würm-Eiszeit (vor etwa 10.000 Jahren) stiegen die Meeresspiegel durch die Schmelze der Gletscher rasant an. Dabei überflutete das Meerwasser die Mündung der Sèvre Niortaise, drang tief in das anliegende Flachland ein und bildete so ein Überschwemmungsgebiet, das in weiterer Folge zu einem Sumpfgebiet mutierte. Ab dem 11. Jahrhundert wurde von den Mönchen der umliegenden Klöster begonnen, das Land mit Hilfe von Kanälen und Deichen zur Sèvre Niortaise zu entwässern und in diesen trockengelegten Teilen Landwirtschaft zu betreiben. Einige Bereiche sind jedoch auch heute noch Feuchtgebiete, werden als Naturschutzgebiete erhalten und auch touristisch unter dem Namen Venise Verte genutzt. Im ganzen Naturpark gibt es Wasserwege in einer Gesamtlänge von rund 8200 Kilometern, die sich aus einer Vielzahl von Kanälen und teilweise kanalisierten Flüssen zusammensetzen. Bedeutende Flüsse sind: Sèvre Niortaise, Lambon, Mignon, Curé, Autise, Vendée und Lay.

### Der Küstenstreifen
Der zum Naturpark gehörige Küstenabschnitt am Atlantischen Ozean erstreckt sich von Longeville-sur-Mer im Norden bis Esnandes im Süden. Während im nördlichen Abschnitt bei den Gemeinden Longeville-sur-Mer, La Tranche-sur-Mer und L’Aiguillon-la-Presqu’île weiße Sandstrände dominieren, zeigt die südlich anschließende Bucht von Aiguillon eine Mischung aus Wattenmeer und Salzwiesen, die je nach Tidenstand unterschiedlich überflutet werden. Die Bucht ist zur Landseite durch ein System von Deichen abgesichert. Hier mündet eine Vielzahl von Flüssen und Kanälen, der Hauptzubringer ist die Sèvre Niortaise. Das Gebiet beherbergt die Naturschutzgebiete RNN Casse de la Belle Henriette und RNN Baie d’Aiguillon.

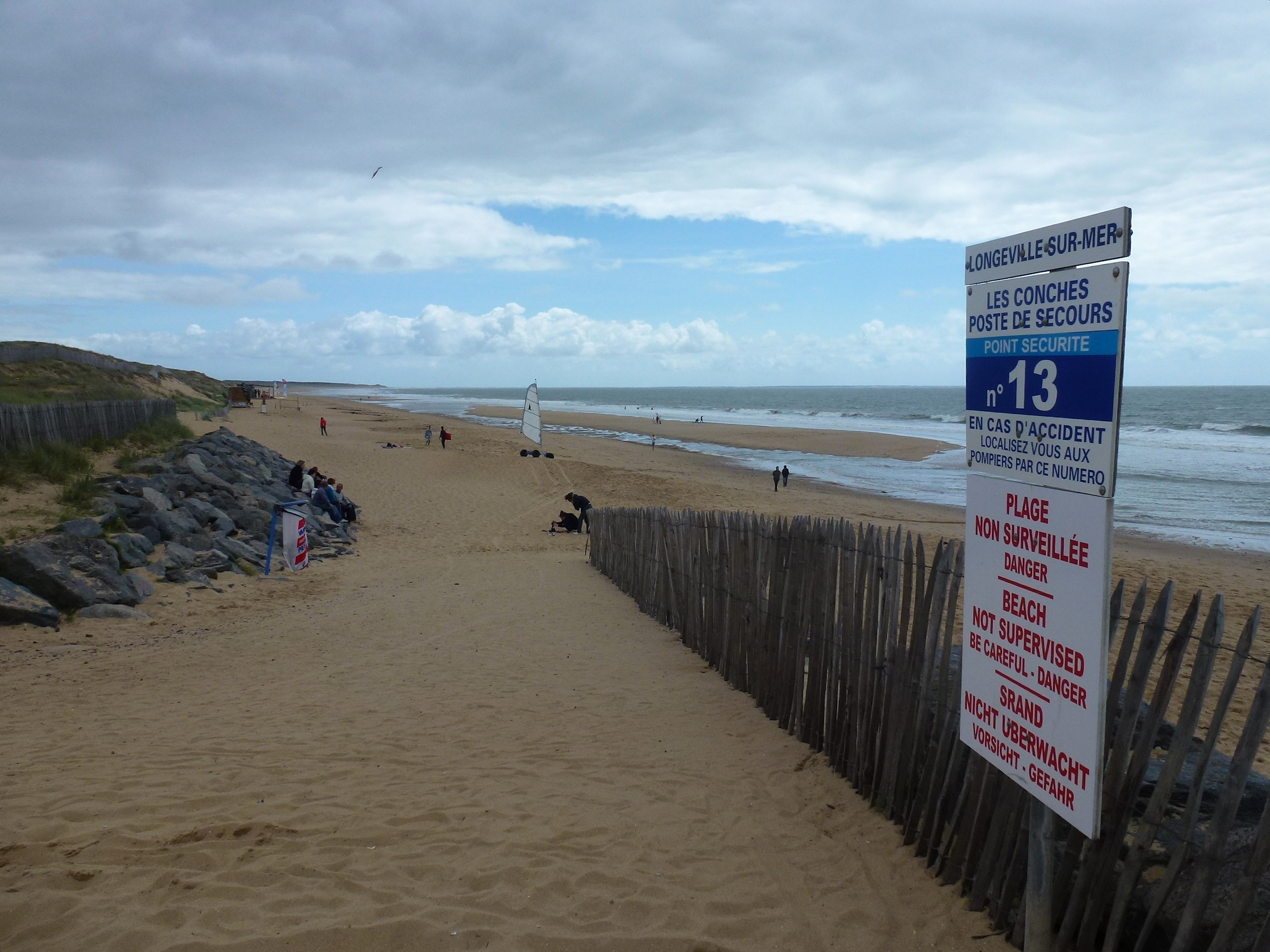
Strand bei Longeville-sur-Mer
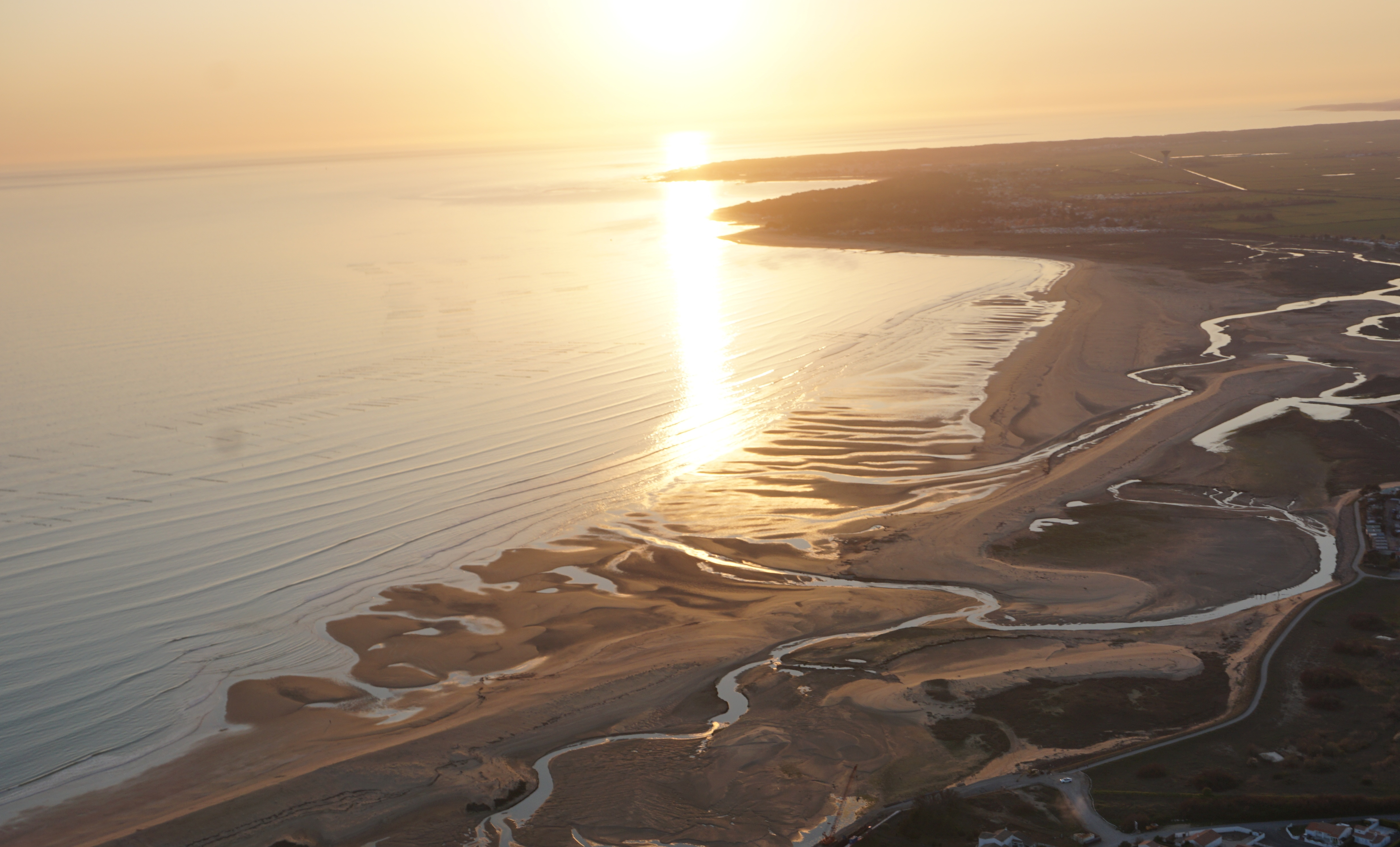
Naturschutzgebiet Casse de la Belle Henriette
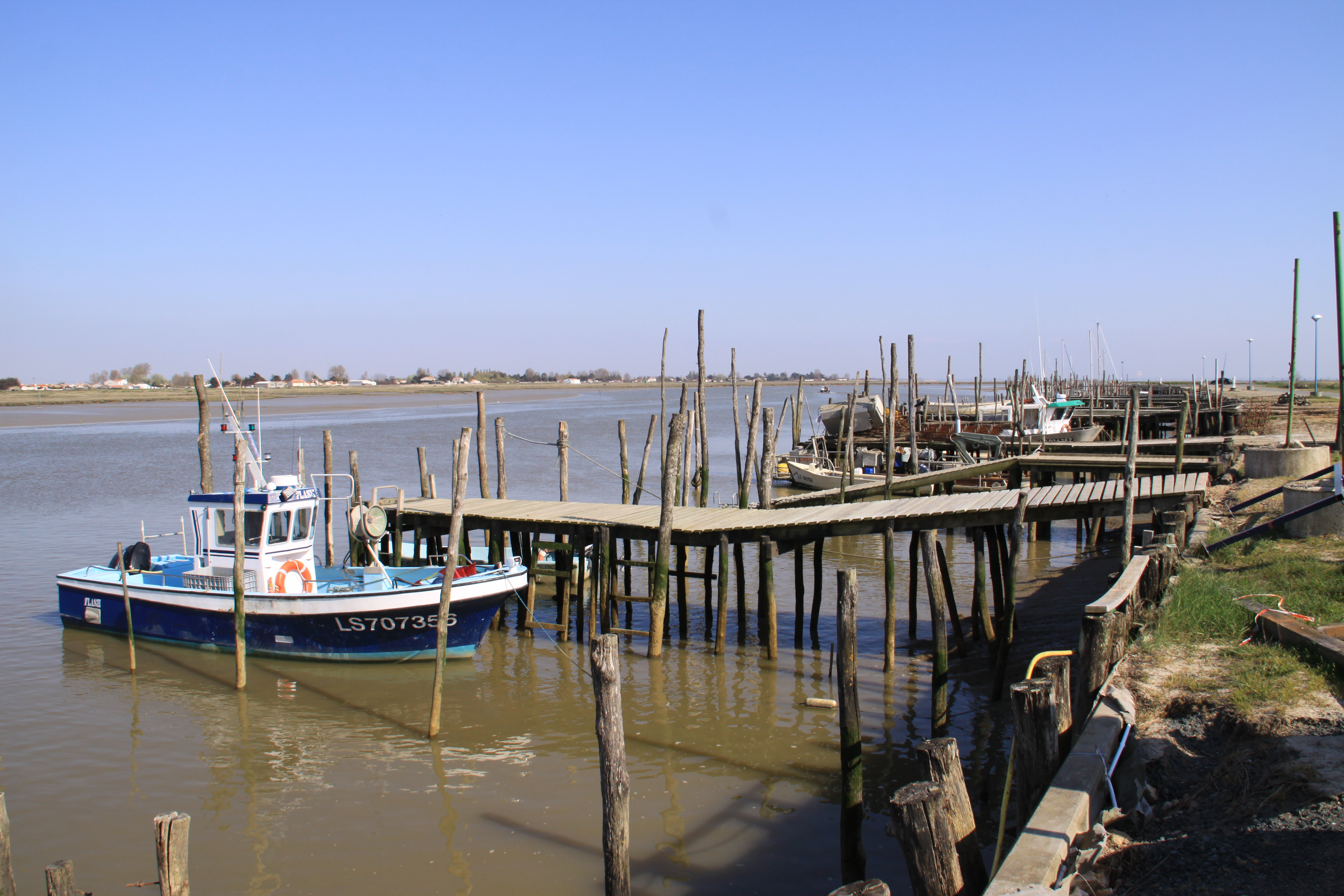
Der Ästuar des Lay in La Faute-sur-Mer
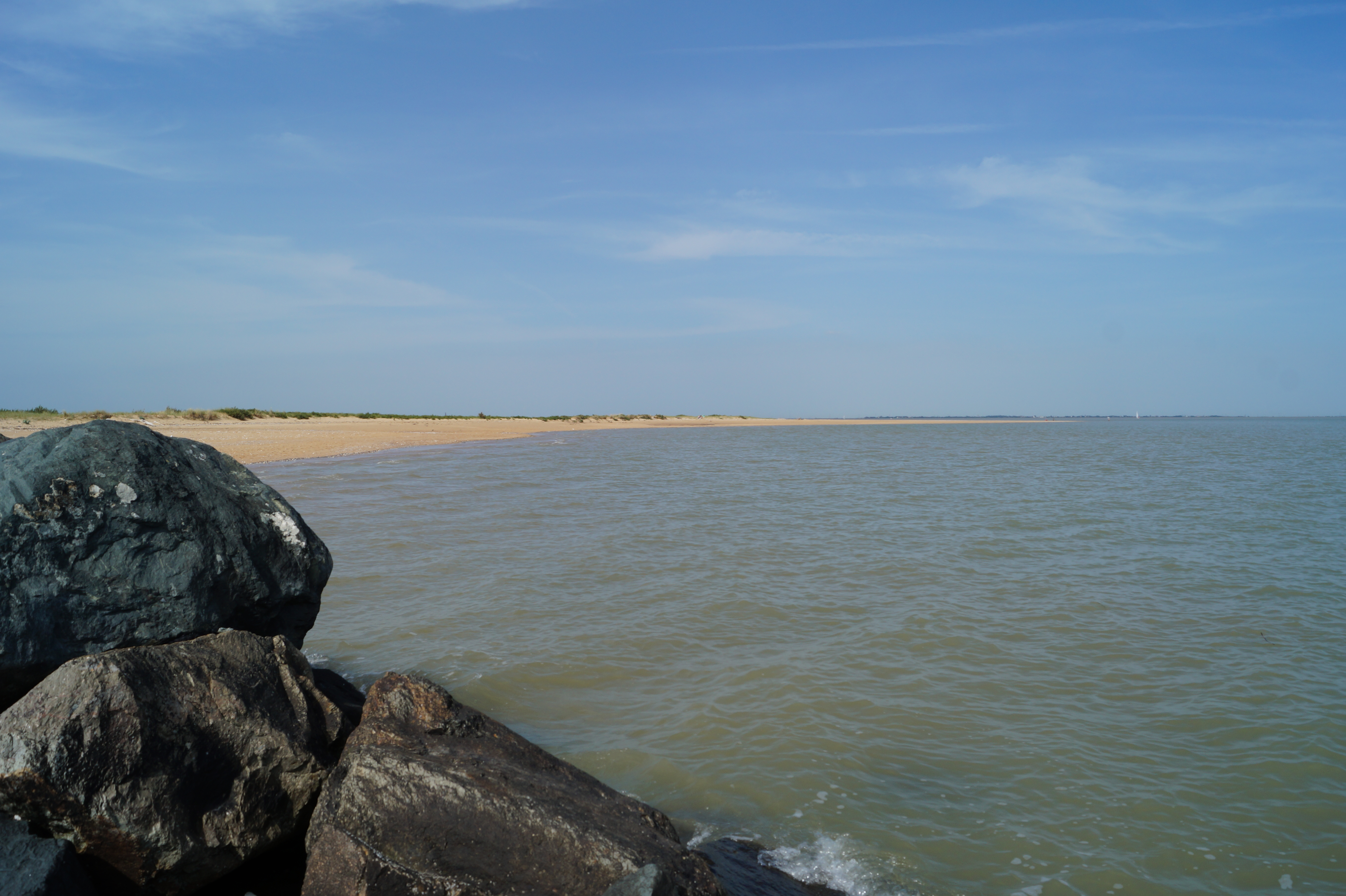
Blick auf den angrenzenden Meeresnaturpark
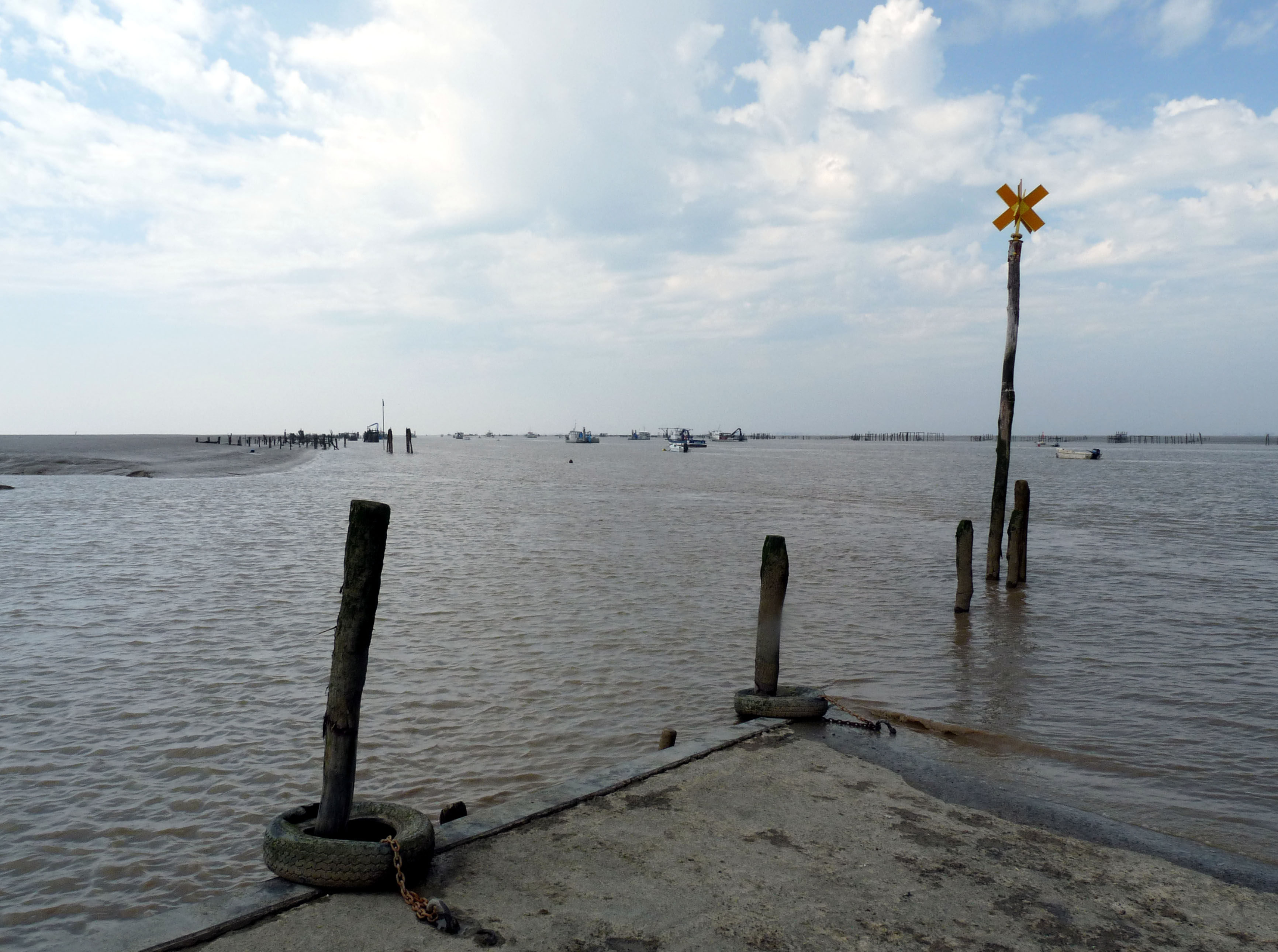
Port du Pavé an der Mündung der Sévre Niortaise in Charron
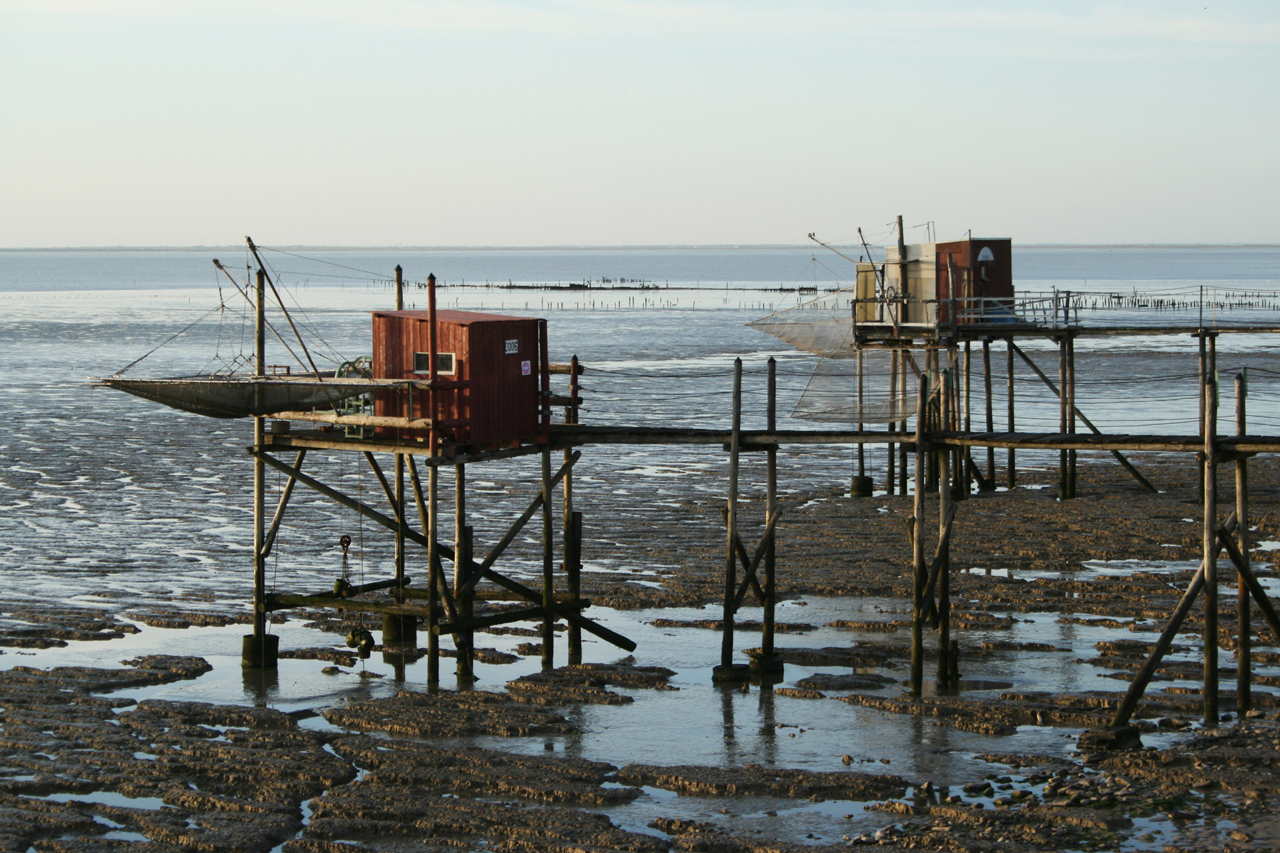
Fischfang in der Bucht von Aiguillon
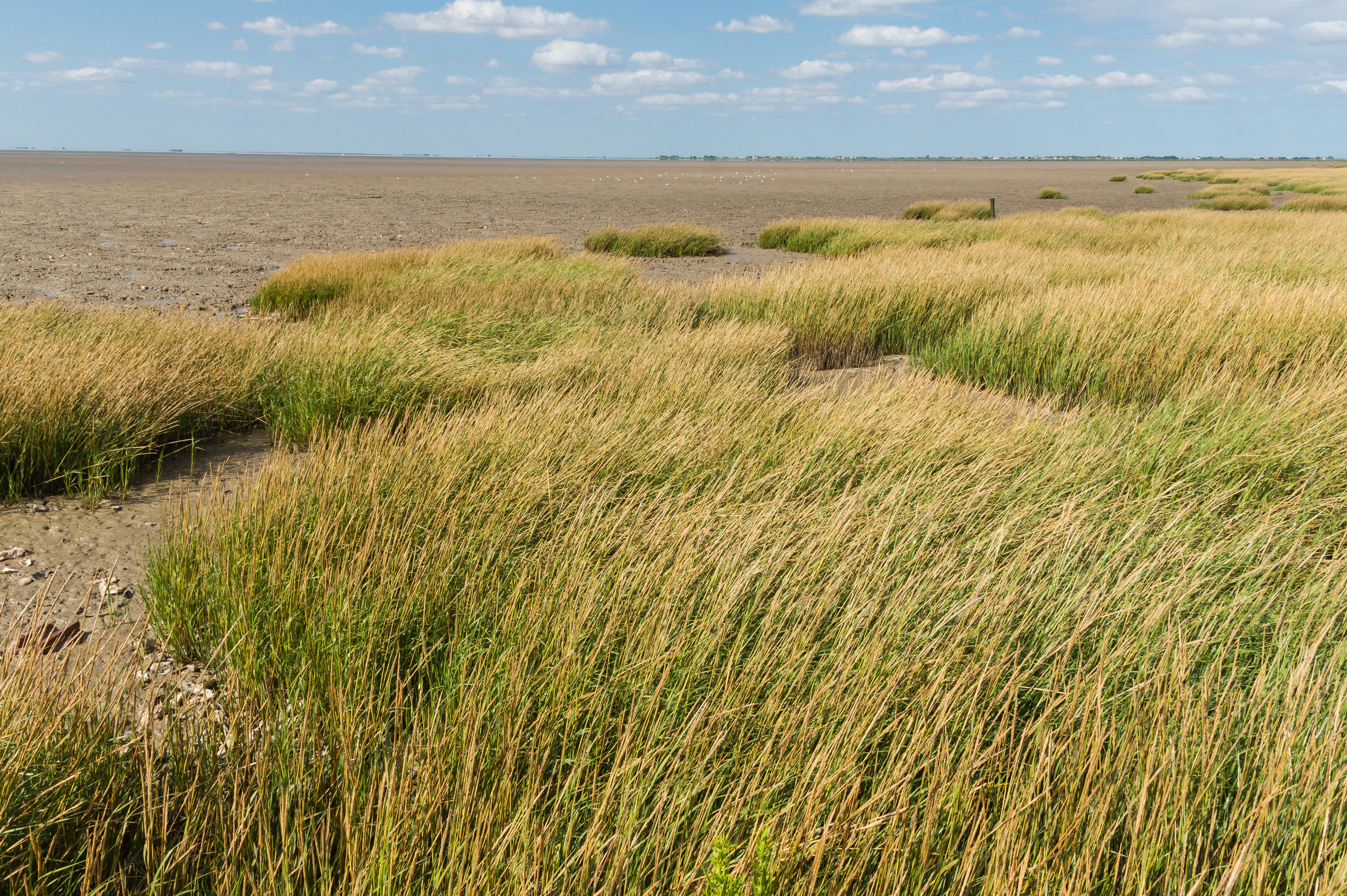
Naturschutzgebiet Baie d’Aiguillon bei Esnandes
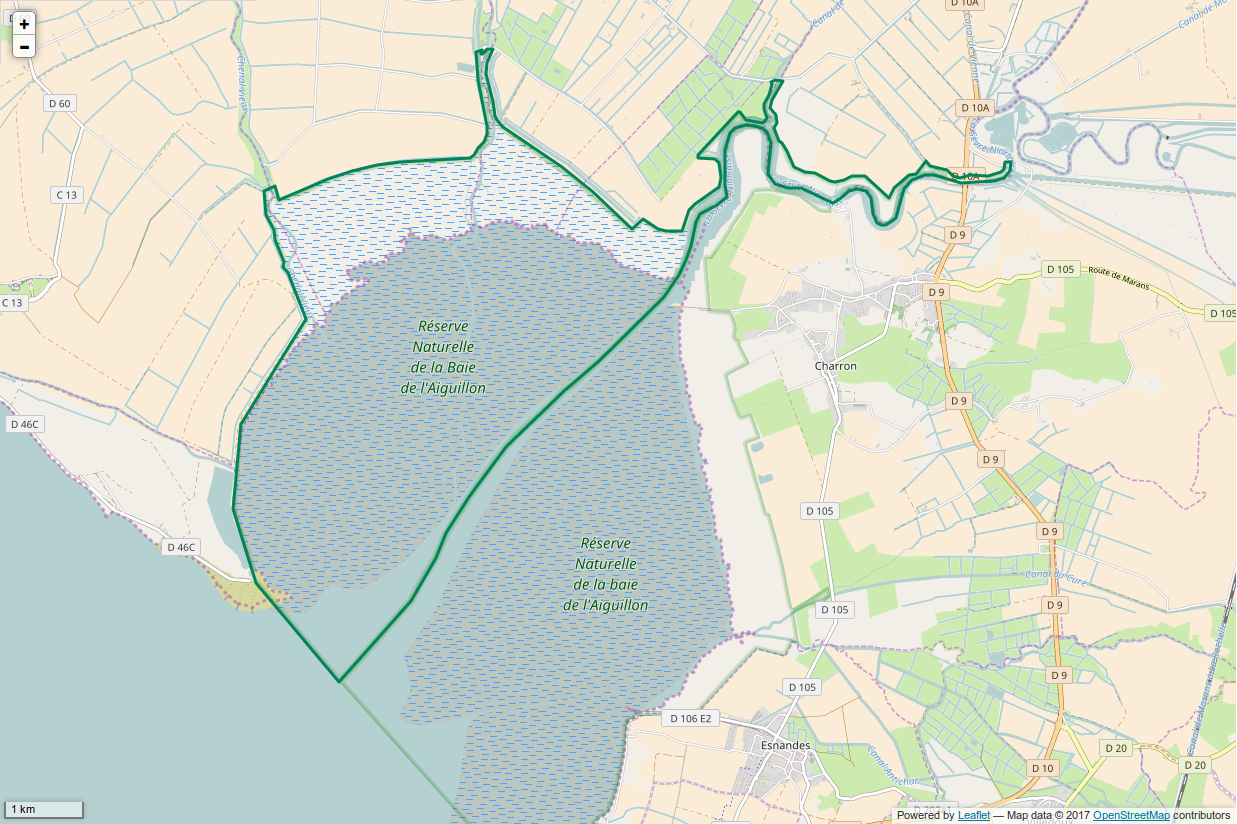
Die Départementsgrenze verläuft mitten durch die Bucht

### Sumpfgebiete
Der Begriff Trockener Sumpf bedeutet nicht, dass es dort kein Wasser mehr gibt, sondern dass er theoretisch nicht mehr überflutungsgefährdet ist, im Gegensatz zum Nassen Sumpf.
Es gibt keinen ausgetrockneten Sumpf ohne einen nassen Sumpf. Dieser wirkt nämlich wie ein Schwamm, der es ermöglicht, die Wasserzufuhr zu regulieren. Aufsteigendes Flutwasser oder ablaufendes Hochwasser wird dort gespeichert und hilft den trockenen Sumpf vor Überschwemmungen zu schützen.
Das Wasser im nassen Sumpf wird mittels Sielschleusen gesteuert, die den Wasserdurchfluss bei Ebbe zulassen. Bei Flut schließt der Seedruck die Türen und verhindert, dass das Salzwasser in die Süßwasserkulturen zurückfließt. Während der Trockenzeit werden die Schleusentore geschlossen gehalten, um das für die natürliche Bewässerung notwendige Süßwasser im Boden zu bewahren.
Der Marais Poitevin ist eine zerbrechliche, künstliche Umgebung, die größtenteils vom Menschen gestaltet wurde, aber den Gesetzen der Hydraulik unterliegt. Durch die Flüsse und Küstenbäche im Einzugsbereich der Sèvre Niortaise und des Lay mit Süßwasser versorgt, befindet sich diese Umgebung ständig in einem instabilen Gleichgewicht.

#### Trockene Sumpfgebiete
Jene Gebiete, bei denen die Trockenlegung durch Entwässerungskanäle von Erfolg begleitet war, werden heute landwirtschaftlich genutzt und es wird dort auf den immer noch leicht salzhaltigen Böden überwiegend Ackerbau in großflächigen Intensivkulturen (Getreide, Mais, Sonnenblumen etc.) betrieben. Diese Landstriche befinden sich hauptsächlich nördlich der Sèvre Niortaise (z. B. Saint-Michel-en-l’Herm, Saint-Denis-du-Payré, Champagné-les-Marais, Les Velluire-sur-Vendée, Vix) ein kleinerer Anteil auch südlich und südöstlich von Marans (z. B. Longèves, Saint-Jean-de-Liversay und Saint-Cyr-du-Doret). Trotz der agrarischen Nutzung beherbergen auch diese Gebiete einige Naturschutzgebiete: RNN Marais Communal de Saint-Denis-du-Payré, RNR Ferme de Choisy, RNR Marais de la Vachérie, und RNR Marais Communal de Poiré-sur-Velluire.

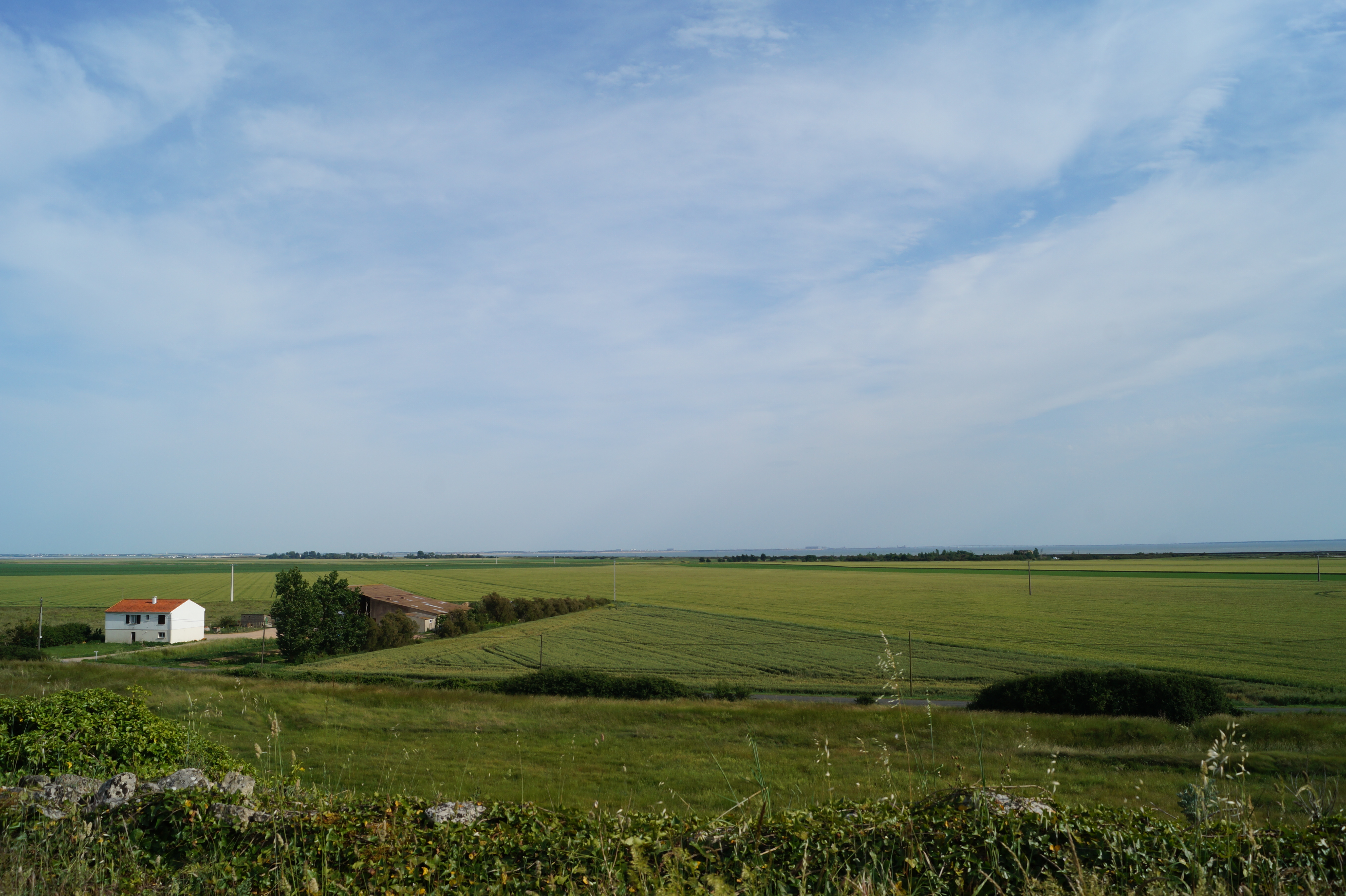
Saint-Michel-de-l’Herm
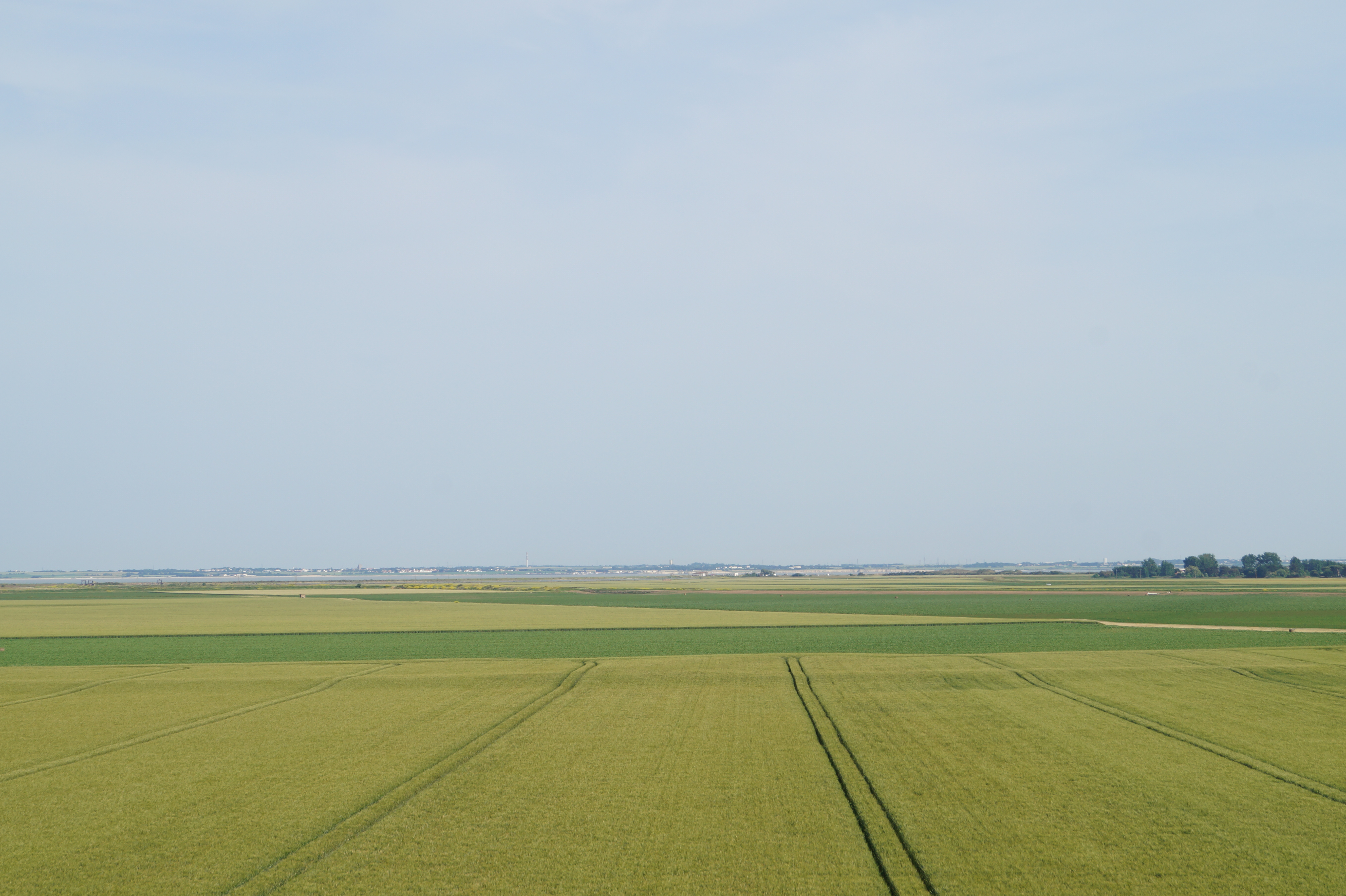
Saint-Michel-de-l’Herm
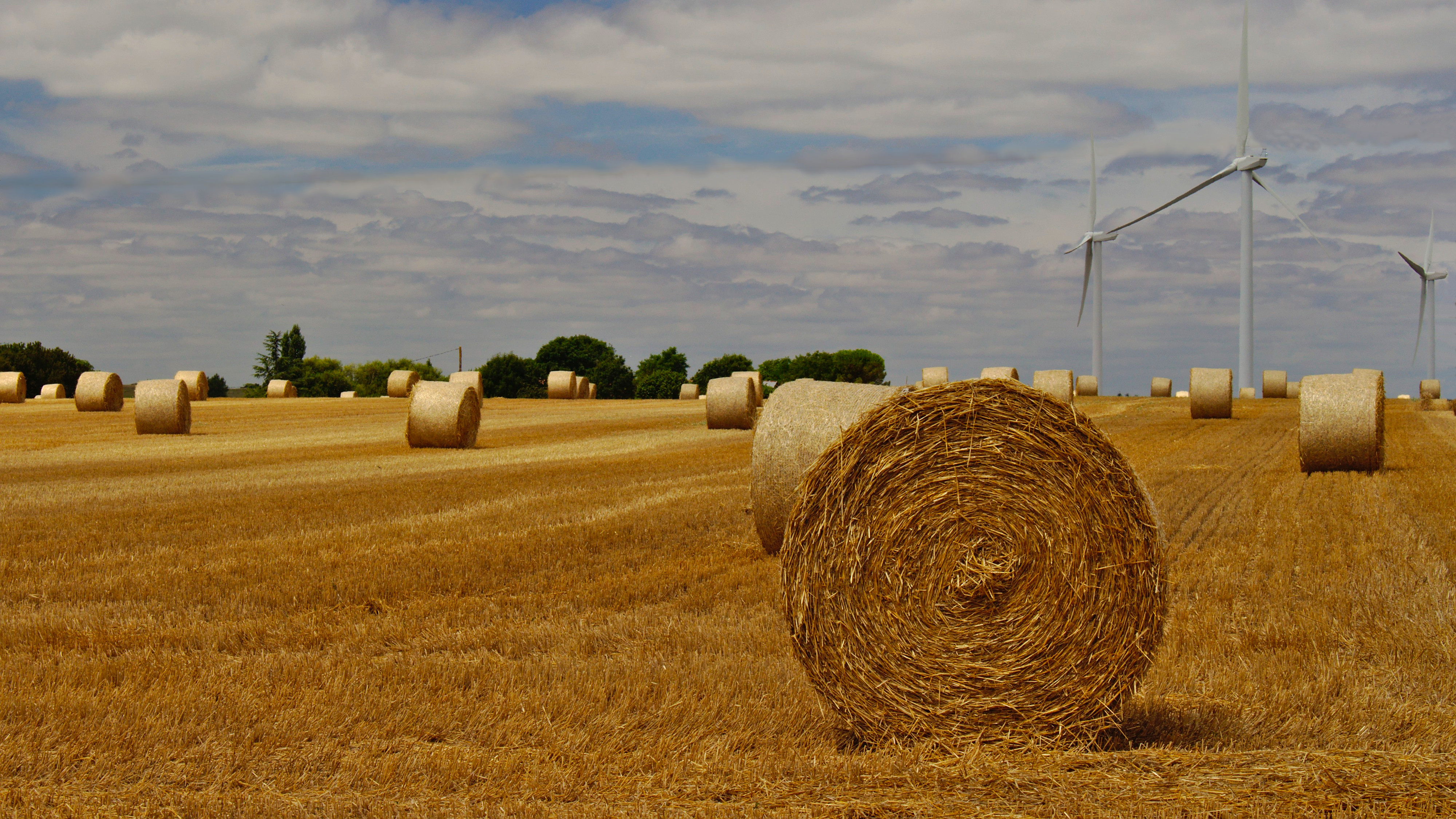
Vix
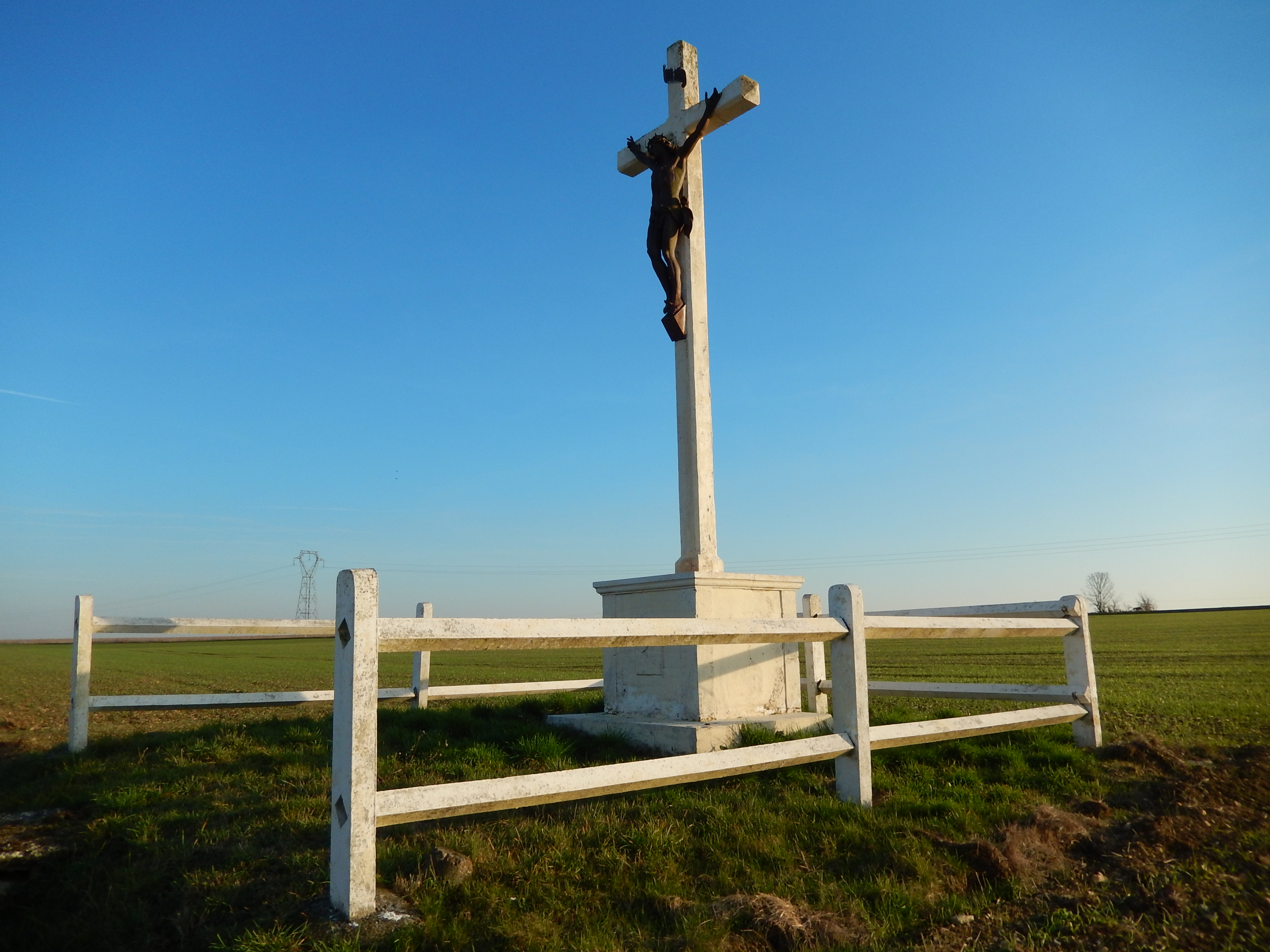
Longèves

#### Nasse Sumpfgebiete
Die noch bestehenden Feuchtgebiete erstrecken sich hauptsächlich im Bereich der Flüsse Lay, Vendée, Autise, Mignon und Curé, oberhalb der trockengelegten Bereiche. Ein weiteres Feuchtgebiet befindet sich südöstlich von Luçon und wird vom Canal de la Ceinture des Hollandais vom südlich gelegenen Trockengebiet getrennt. Die Gegenden präsentieren sich als Bocage-Landschaft mit Wiesen- und Waldbestand und werden vor allem für kleinteilige Landwirtschaft und Tierzucht genutzt.

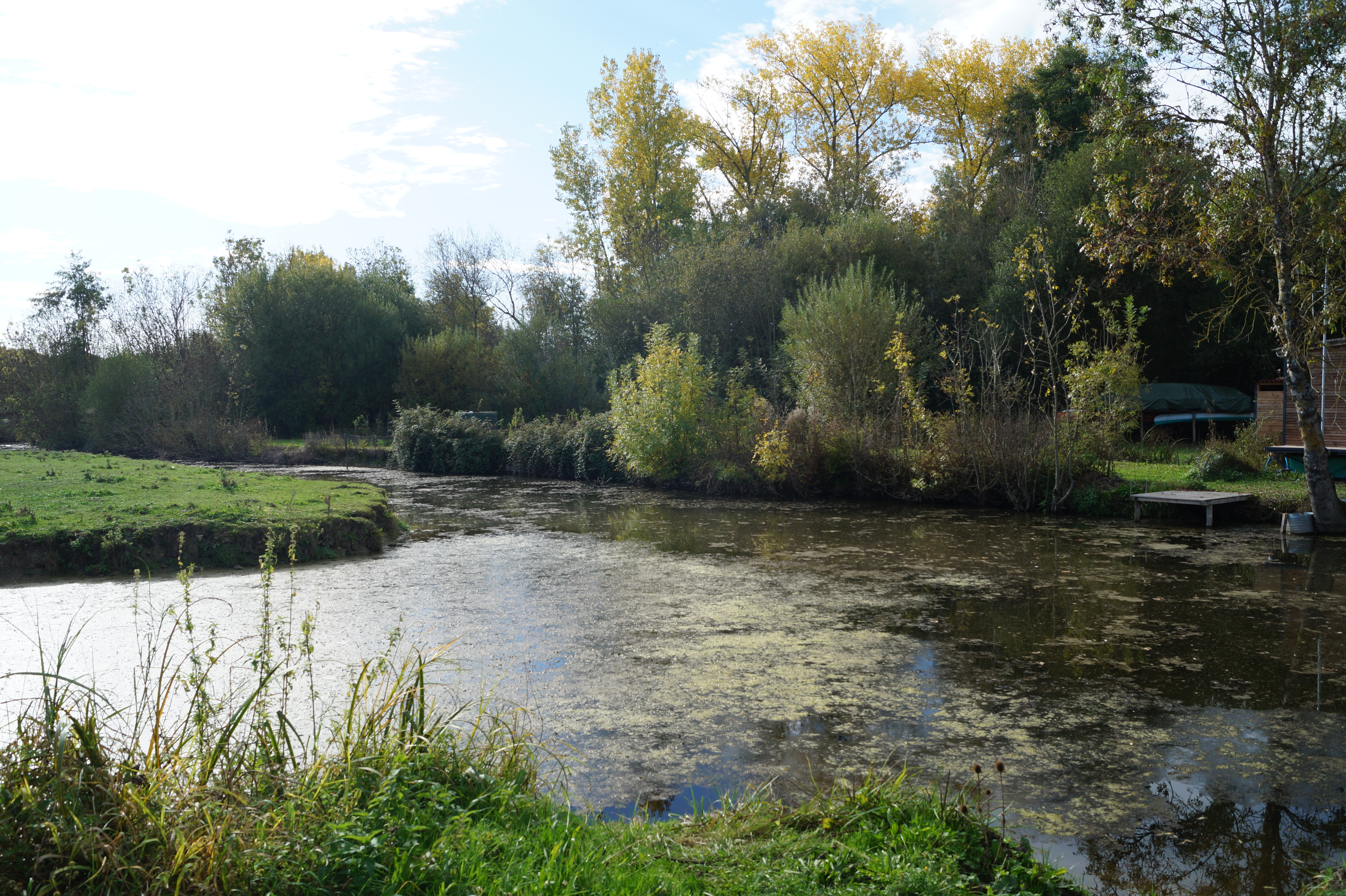
Der Lay bei Saint-Benoist-sur-Mer
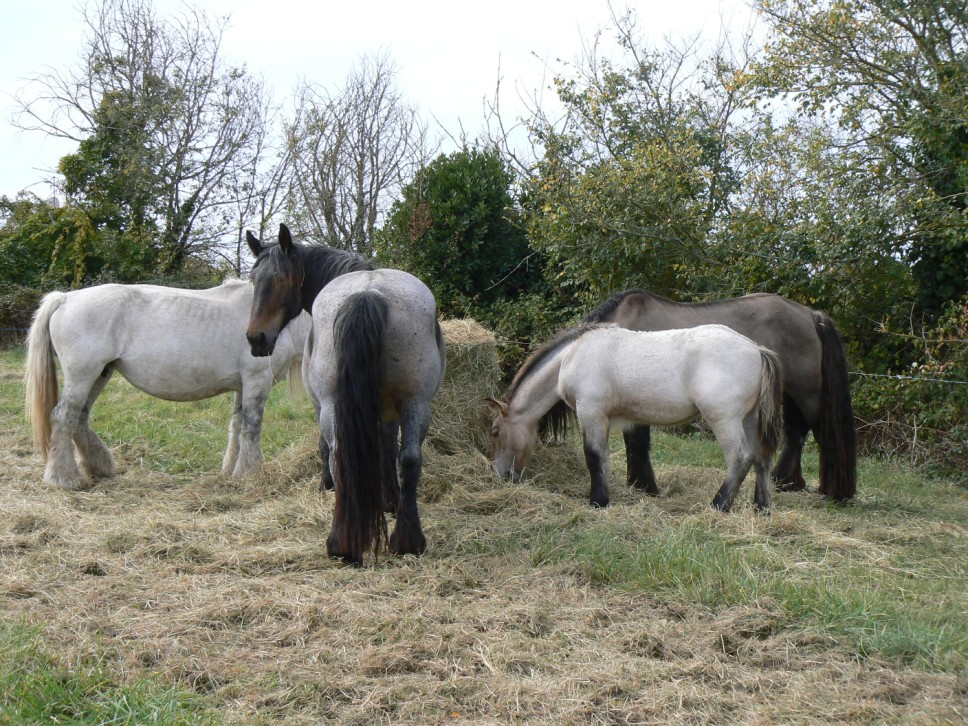
Pferdezucht in Saint-Denis-du-Payré
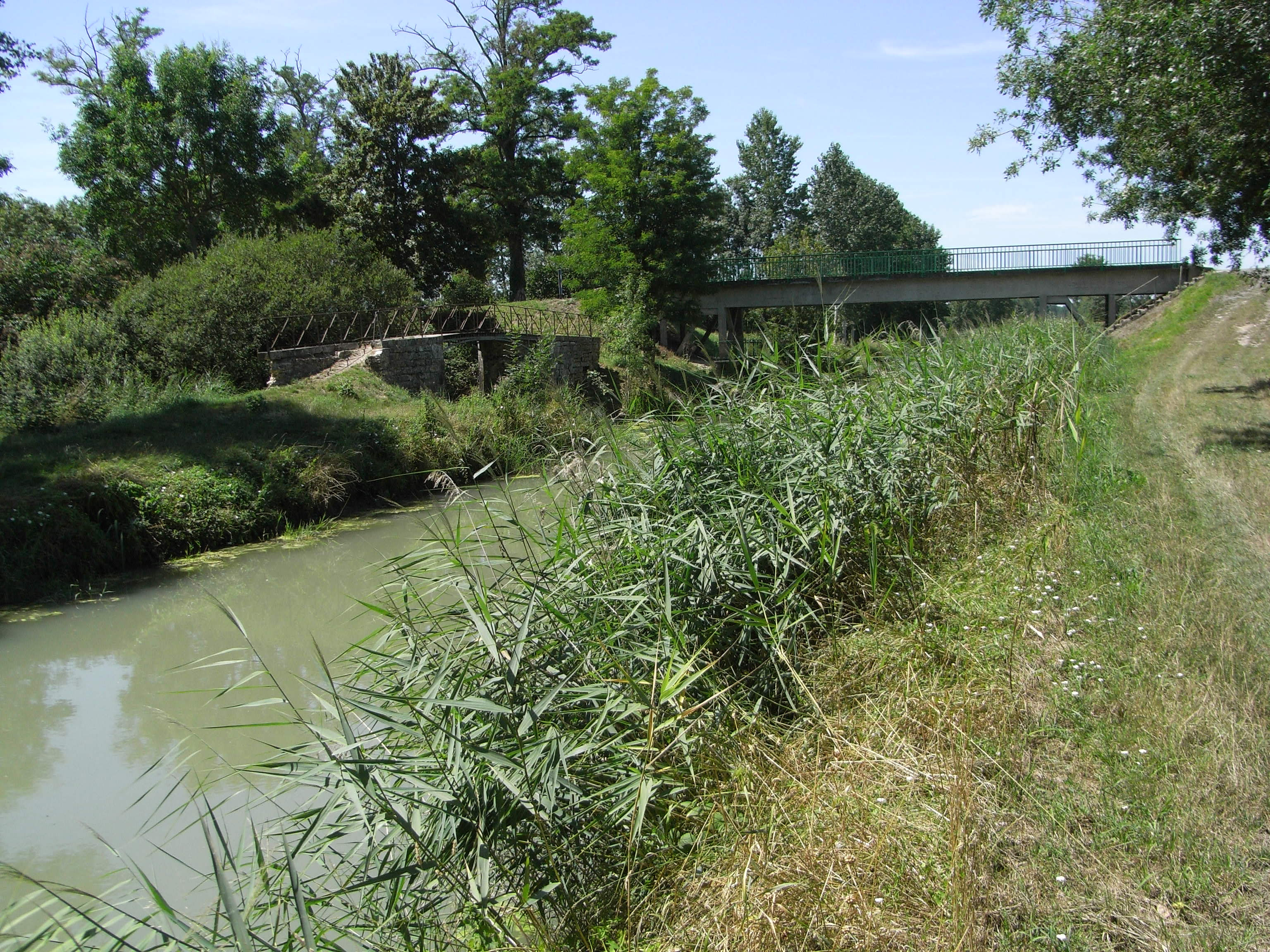
Am Fluss Mignon
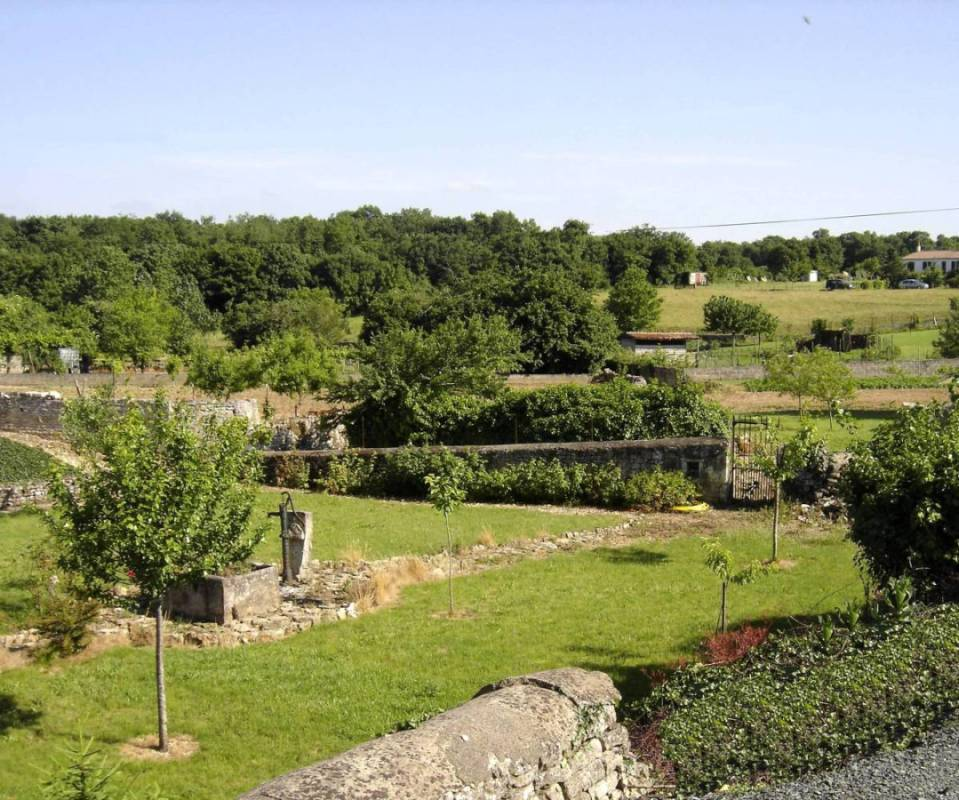
Mouzeuil-Saint-Martin

#### Venise Verte("Das grüne Venedig")
Hauptmerkmal ist die natürliche Flusslauf der Sèvre Nantaise zwischen Niort und Marans, der durch eine Vielzahl parallel angelegte Kanäle deutlich erweitert wurde. Die Auen- und Moorlandschaft, die mit verschiedenen Booten, per Fahrrad oder auch als Wanderer zu Fuß erkundet werden kann, ist für den Naturnahen Tourismus sehr interessant geworden.

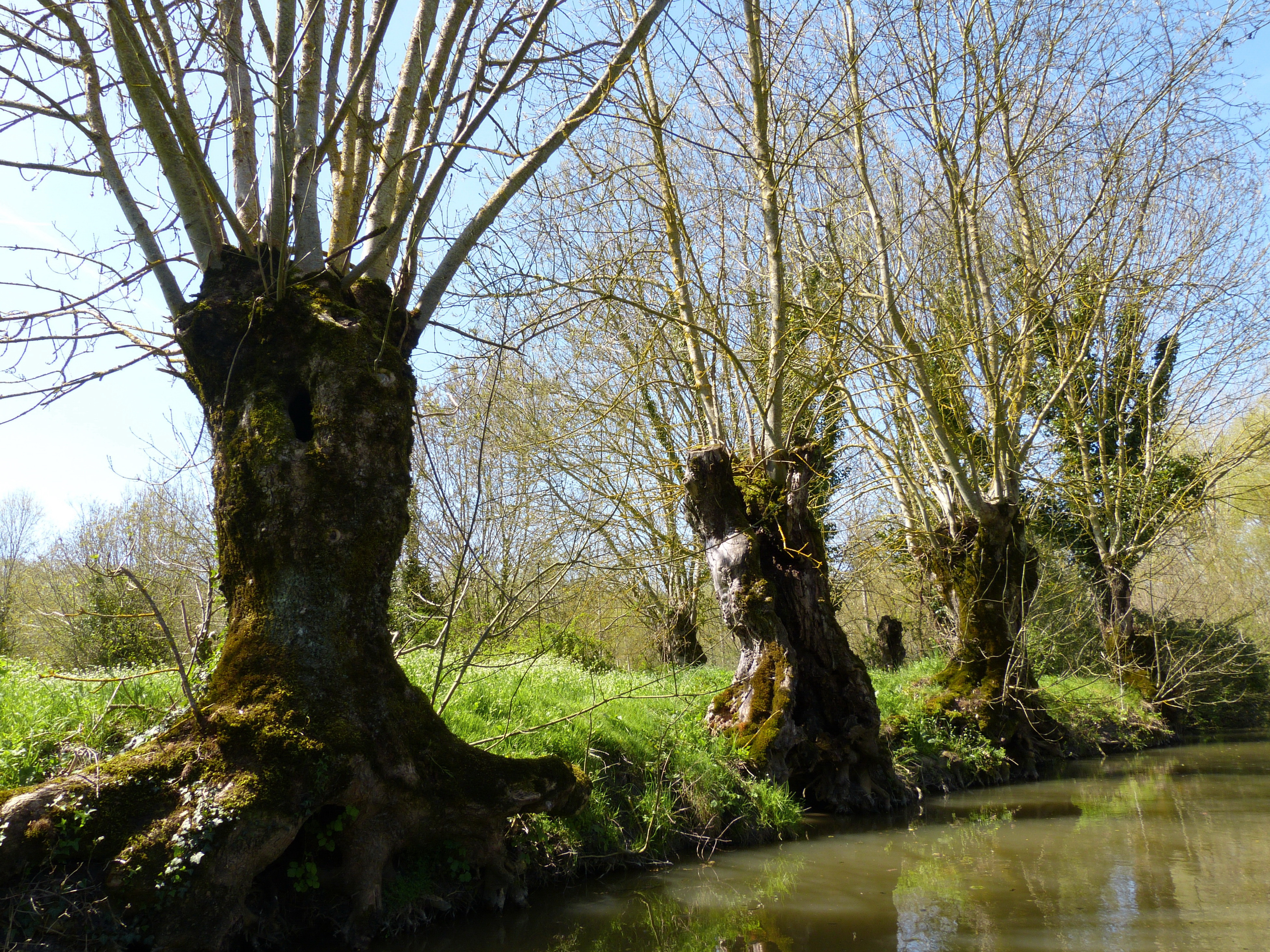
Arçais
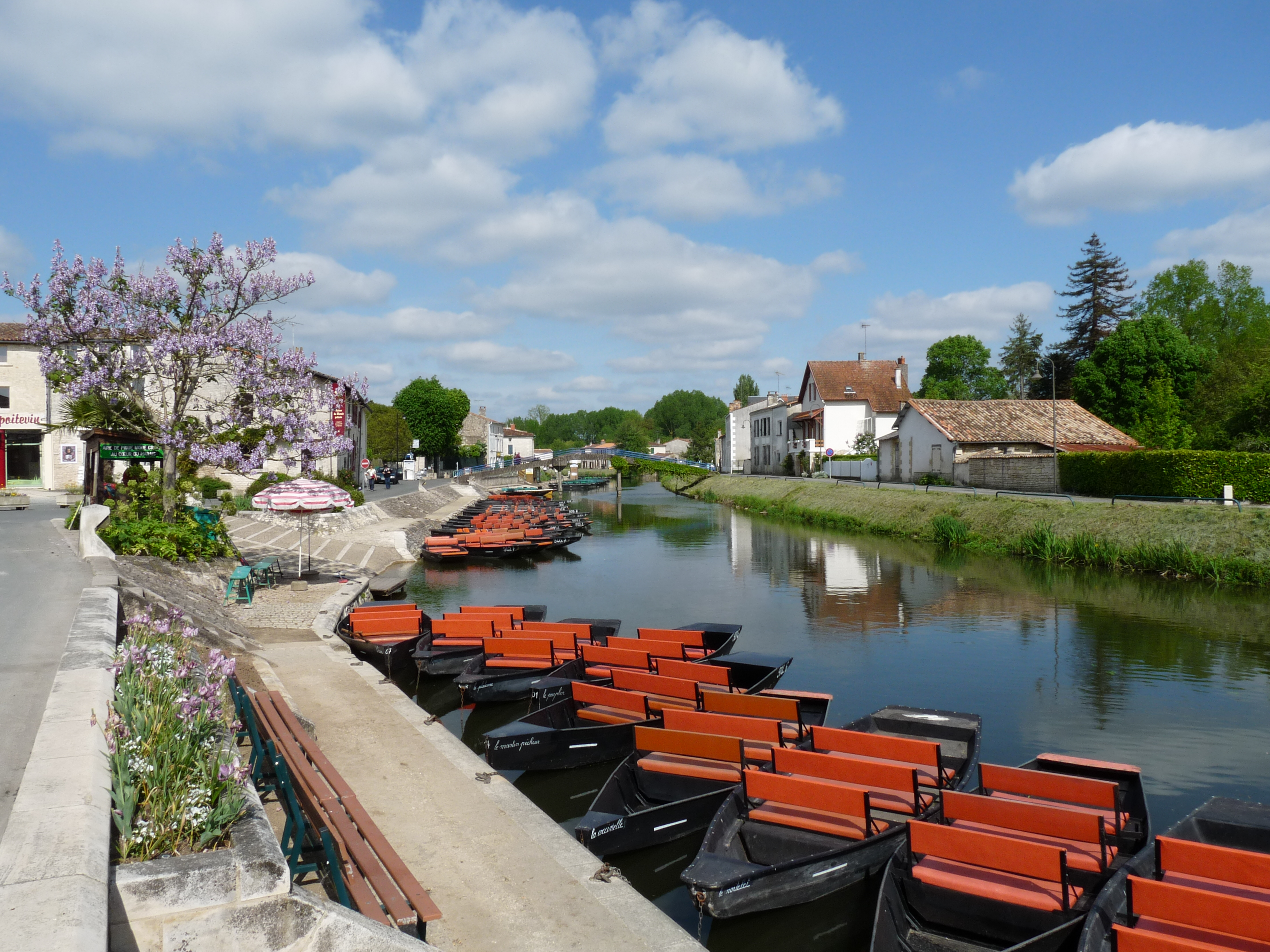
Touristenboote in Coulon
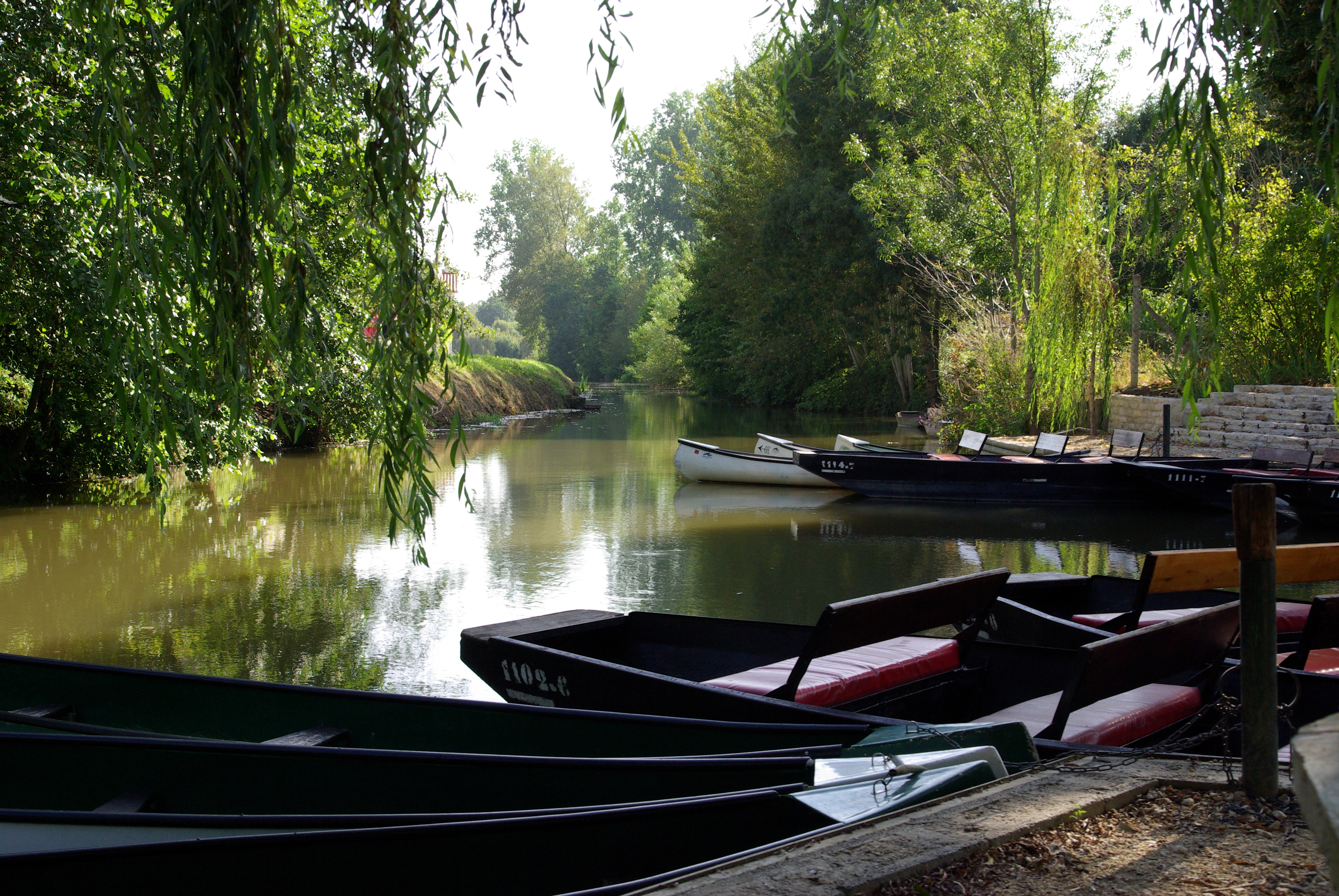
Le Mazeau
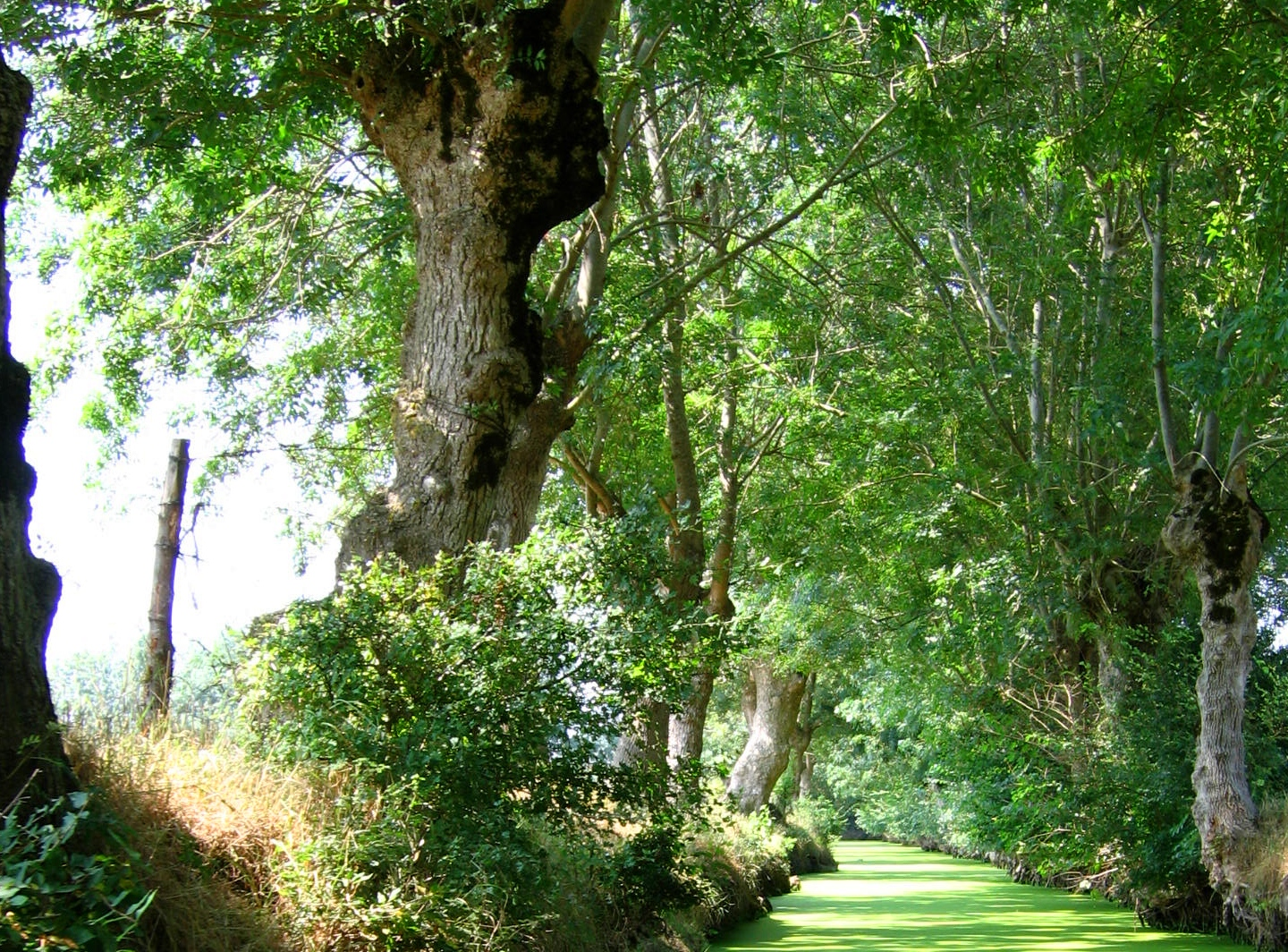
Maillezais
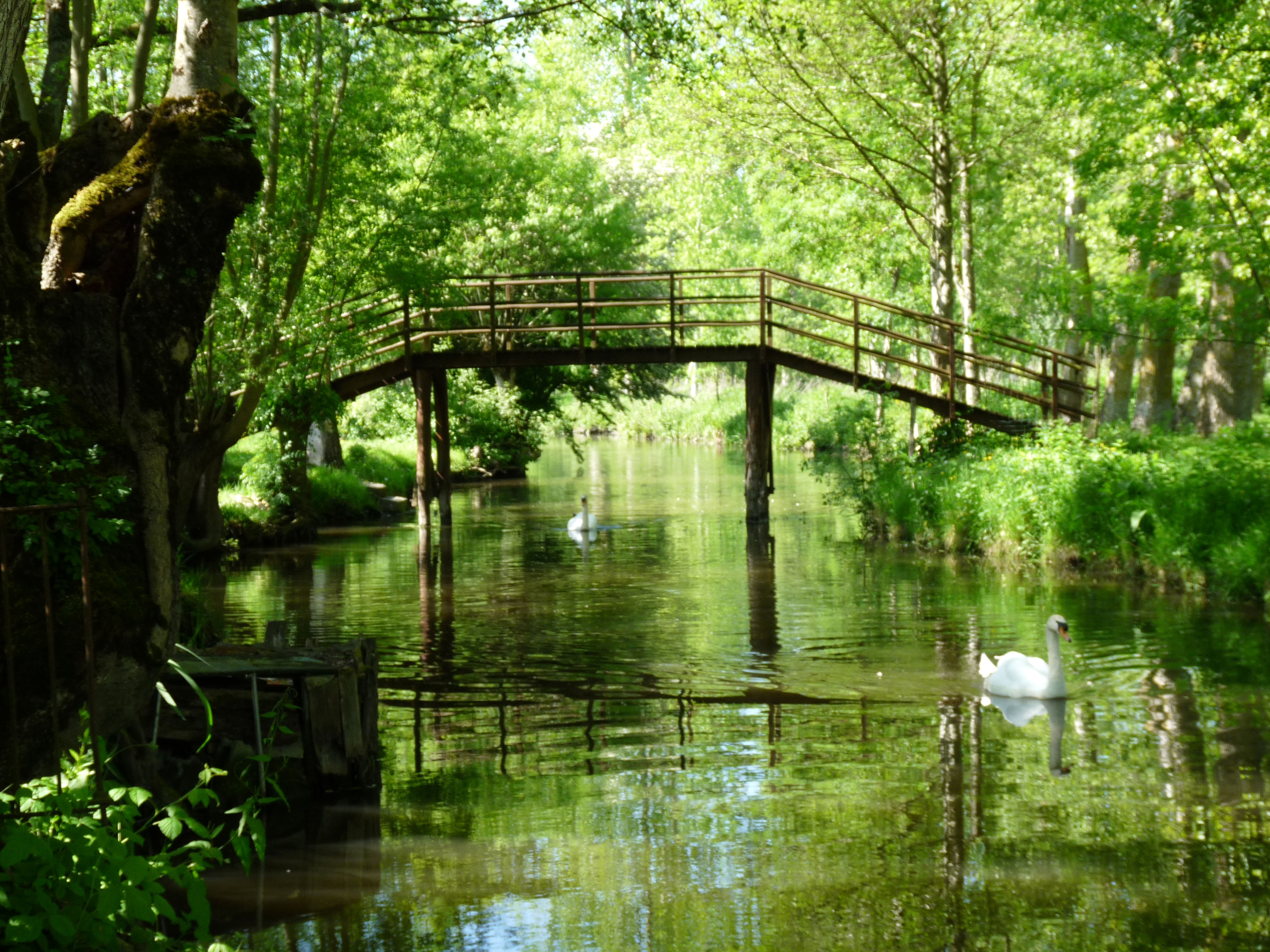
Le Vanneau-Irleau
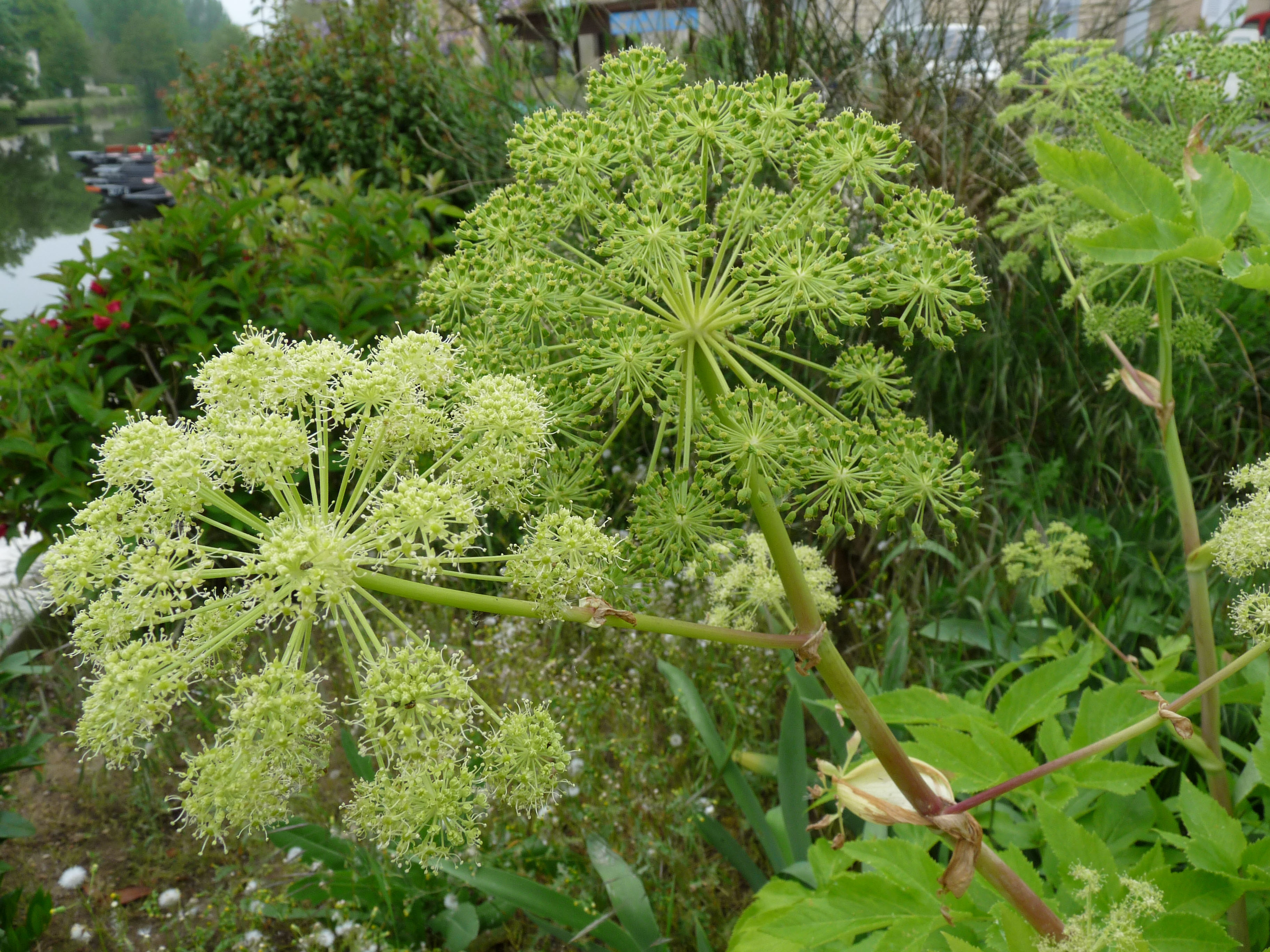
Engelwurzen in Coulon
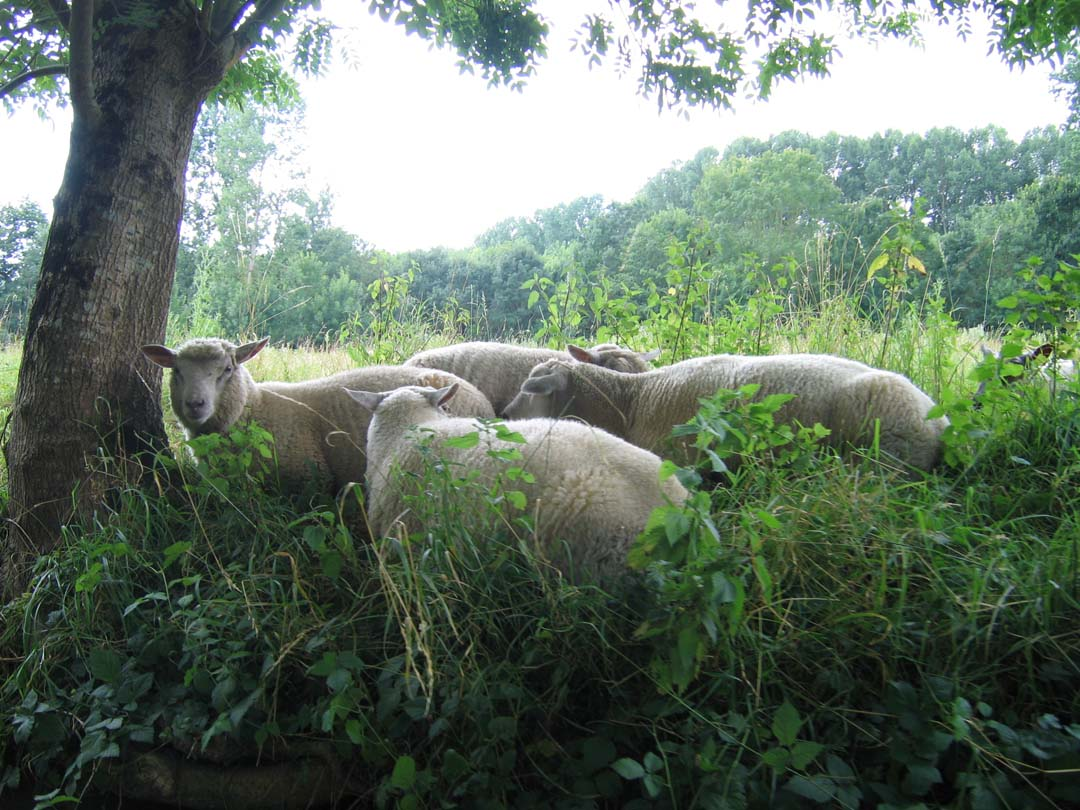
Schafe im Venise Verte
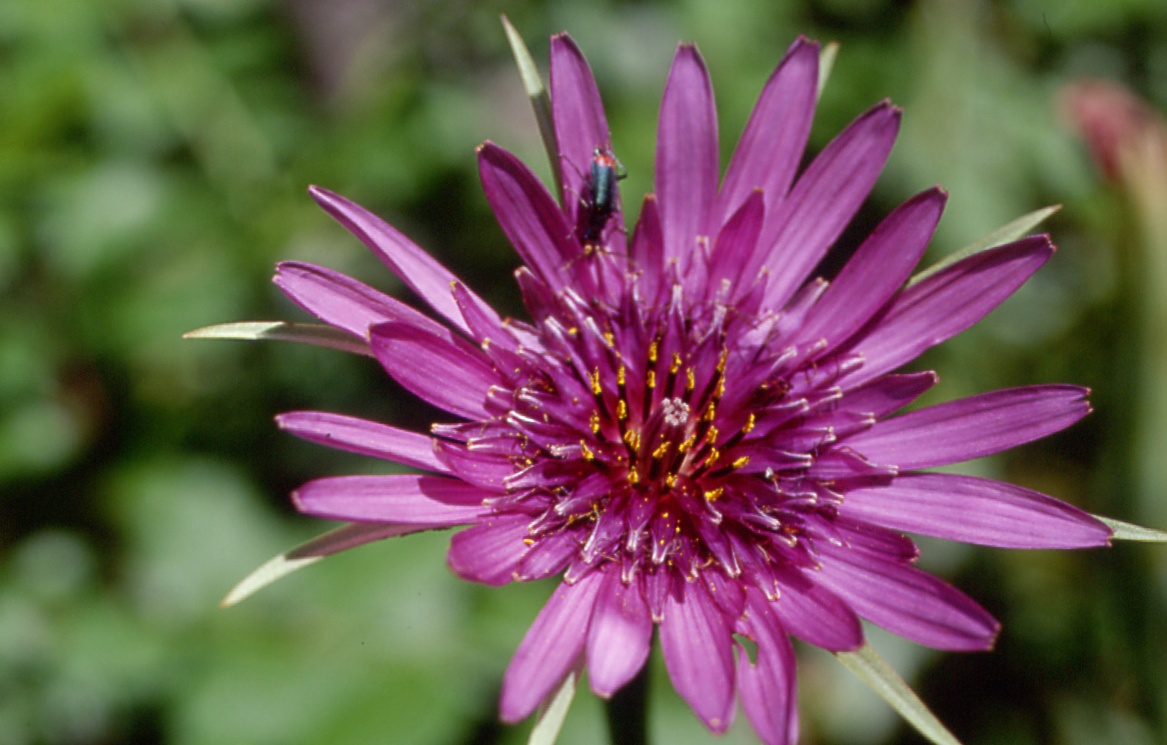
Haferwurzel im Venise Verte